# Kunststation Villa Moser
Die Kunststation Villa Moser ist ein architektonisches Ensemble, das der Architekt Hans Dieter Schaal für die Umgebung der ehemaligen Villa Moser im Leibfriedschen Garten in Stuttgart entwarf. Die Station macht die Überreste der Villa Moser und ihren verwilderten Park durch Laufstege zugänglich, ohne dass der Besucher mit dem Gelände in Berührung kommt. Nach einem seltener benutzten Namen der Villa wird die Kunststation bisweilen auch als Kunststation Villa Moser-Leibfried bezeichnet.
Die Kunststation Villa Moser ist eine der Kunststationen, die zur Internationalen Gartenbauausstellung 1993 (IGA '93) in der Parklandschaft des Grünen U in Stuttgart errichtet wurden und nach der Ausstellung erhalten blieben. Außer dieser Station schuf Hans Dieter Schaal auch die Kunststation Stangenwald im Höhenpark Killesberg
Hinweis: Ziffern in Klammern, z. B. (12), verweisen auf die entsprechenden Nummern in Plan 1 oder Plan 2.

## Lage

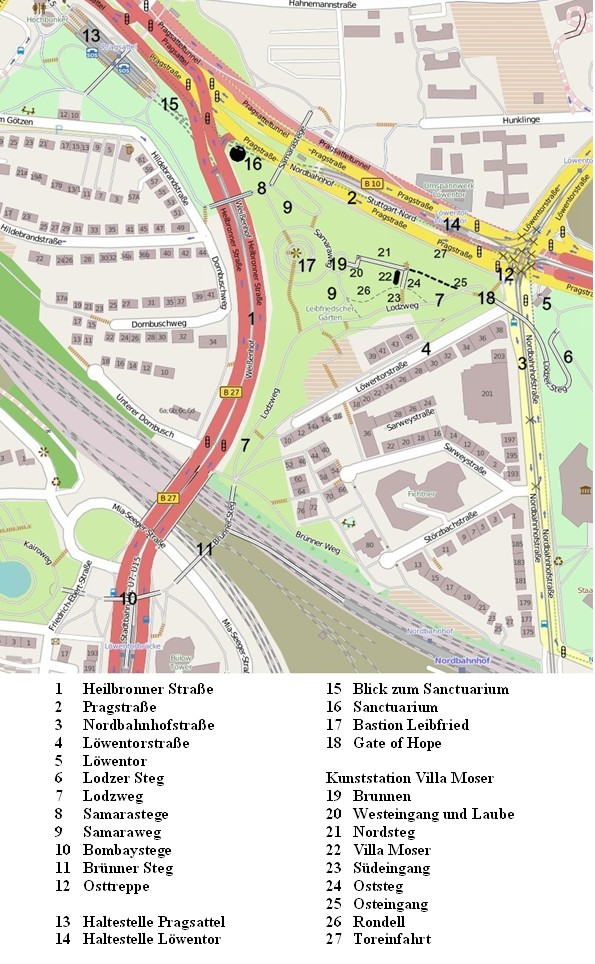
Plan 1: Leibfriedscher Garten.

Im Stuttgarter Stadtbezirk Stuttgart-Nord liegt am Pragsattel, „Stuttgarts Verkehrsknotenpunkt Nummer eins“, die vier Hektar große, fast dreieckige Parkanlage des Leibfriedschen Gartens. Er wird von vier Straßenzügen begrenzt (1–4). Bis auf die Löwentorstraße (4) sind die stark befahrenen Straßen vierspurig ausgebaut und werden von Stadtbahnen durchfahren. Der Verkehrslärm, der die Parkanlage umbrandet, bricht sich an der reichen Bepflanzung der Anlage, so dass der Leibfriedsche Garten dem Besucher als eine Oase der Stille erscheint. Fast im Zentrum des Parks liegen die Überreste der Villa Moser (16) mit der Kunststation Villa Moser.

## Villa Moser
Die Villa Moser wurde in der Gründerzeit 1875 im Stil der Renaissance von Johann Wendelin Braunwald für den Schokoladenfabrikanten Eduard Otto Moser erbaut. Im Jahr 1944 wurde die Villa bei einem Luftangriff bis auf die Grundmauern zerstört. Erhalten blieben:
- ein Teil der Sockelgeschossfassade der Gartenfront mit einer künstlichen Grotte und den beiden Freitreppen,
- zwei Treppen, die von den unteren Gartenterrassen zur Villa hinaufführten,
- zwei Springbrunnenbecken,
- im nordöstlichen Garten eine Stützmauer und der Sockel eines sechseckigen Pavillons
- sowie große Teile der Unterkellerung.

## Vorgeschichte

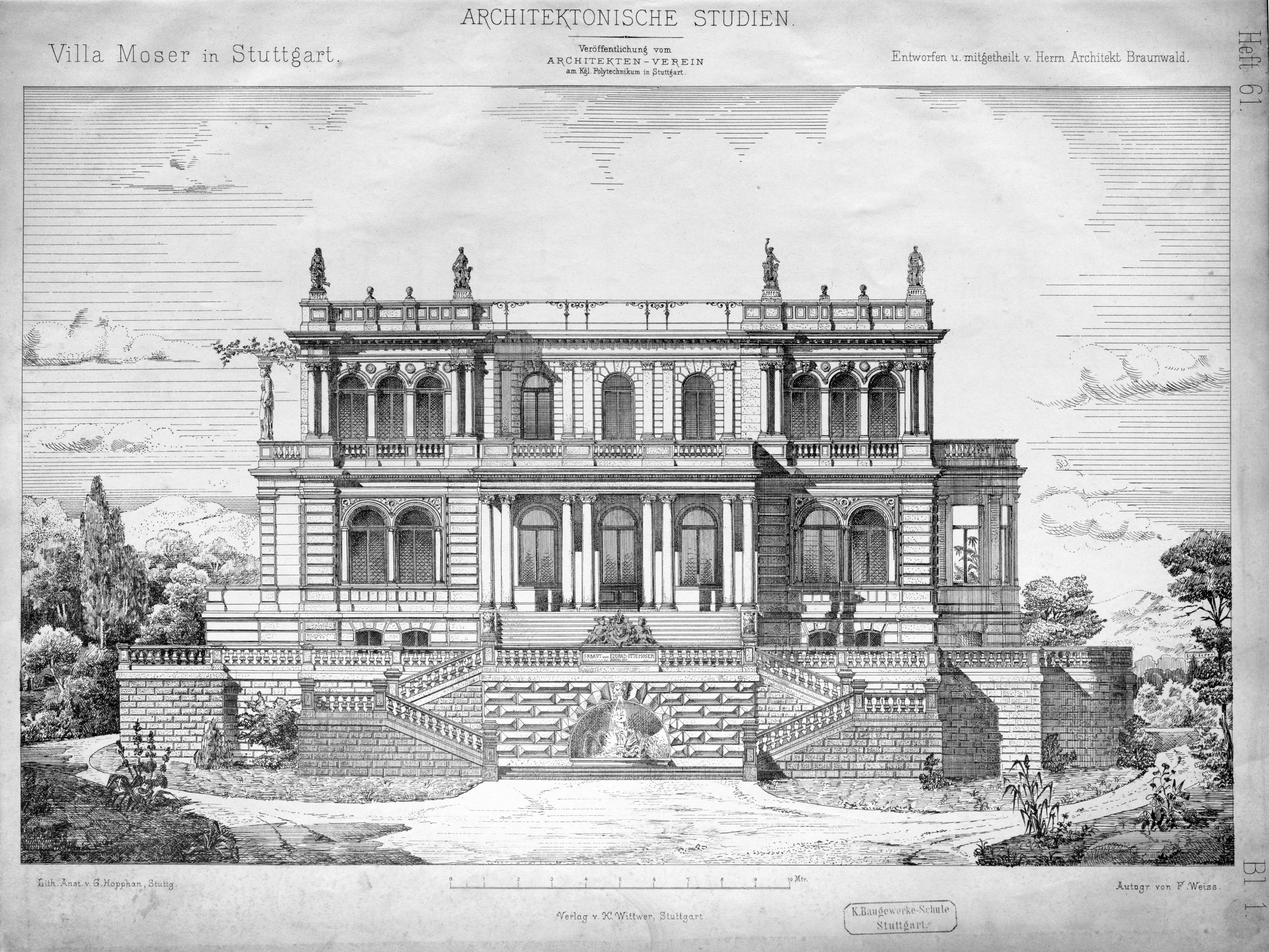
Johann Wendelin Braunwald: Villa Moser, Ansicht der Gartenfassade, vor 1870.

Nach den Verwüstungen des Zweiten Weltkriegs verwilderten Ruine und Park zu einem „Dornröschengarten“. Im Jahr 1955 erwarb die Stadt Stuttgart das Areal, verpachtete es teilweise als Grabeland und überließ das übrige Gelände und die Villenruine sich selbst. In der Planungsphase für die IGA '93 erinnerte man sich bei der Stadt wieder an die „vergessene Ecke“ des Leibfriedschen Gartens mit den Überresten der Villa Moser und dem „verwilderten und verwunschenen Garten“. Im Jahr 1986 wurde in der Ausschreibung des Offenen Ideen- und Realisierungswettbewerbs für die IGA '93 postuliert, dass „erhaltenswerte Reste der ehemaligen Villa sowie der dazugehörigen Gartenanlage in die Gestaltung einbezogen werden“ sollten.
Im weiteren Verlauf wurde der Architekt Hans Dieter Schaal beauftragt, einen Entwurf für die Öffnung dieses Teils des Leibfriedschen Gartens für das Publikum vorzulegen. „Im Spannungsfeld zwischen Belassen-wie-es-ist und denkmalgerechter Rekonstruktion“ entwickelte Schaal die Idee, „das verwunschene Ensemble von Villa und Garten unberührt zu lassen und nur mit einer leichten, hölzernen Struktur zu überlagern, die den Besucher auf einen imaginären Weg durch die Zeit führt.“ Der ehemalige Gartenbereich wird in seinem damaligen Zustand belassen, „indem nichts umgebaut oder restauriert wird und Hauptwegeverbindungen daran vorbeigeführt werden, ein Zugang aber auch nicht verwehrt wird.“
Nach Hans Dieter Schaal lag seinen Entwürfen das folgende Programm zugrunde: „Wo das Haus war, ist heute ein Urwald, ein dichtes Baum- und Buschgestrüpp, verflochten mit Lianen, bewohnt von Vögeln, allerdings auch benutzt als Steinbruch und als Müllkippe. Die Idee besteht nun darin, den Kern des verwunschenen Naturbereichs zu belassen wie er ist. Seitlich, nicht in der Hauptachse, wird ein Steg durch das Gestrüpp gelegt, über ein Treppenhaus, das mitten in den Bäumen steht, erreicht man die tiefergelegene Gartenzone. Vom Steg aus hat man Einblicke in die Vergangenheit, in die Archäologie des Hauses und der Natur. Zeit wird sichtbar.“

## Kunststation

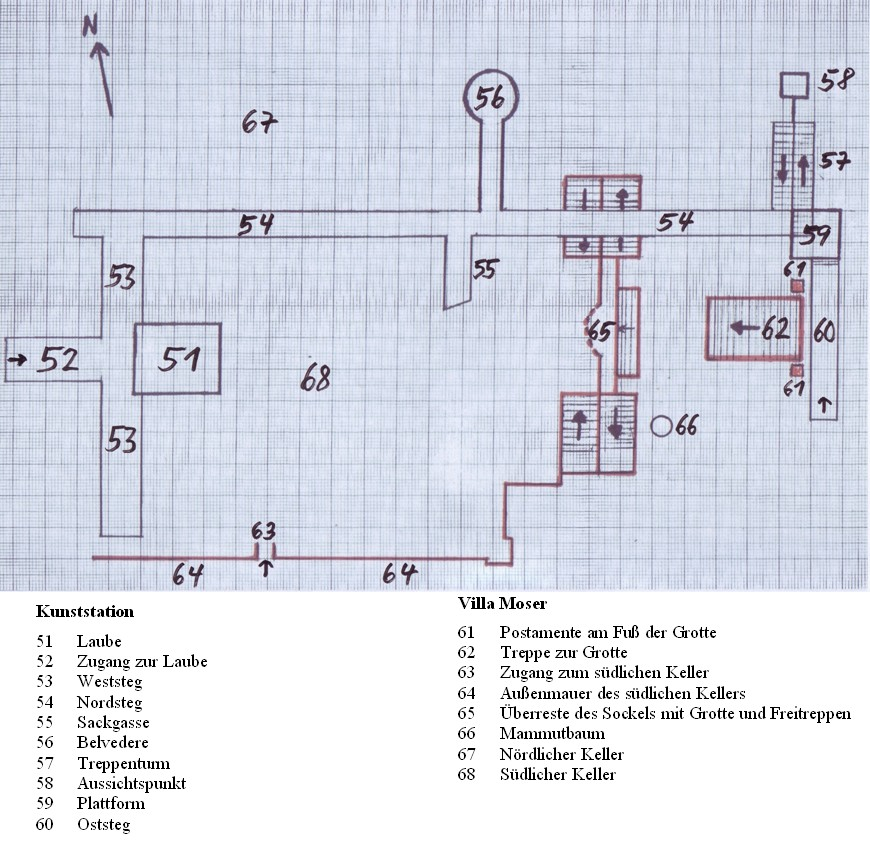
Plan 2: Kunststation Villa Moser. Reste der Villa Moser in Rot.

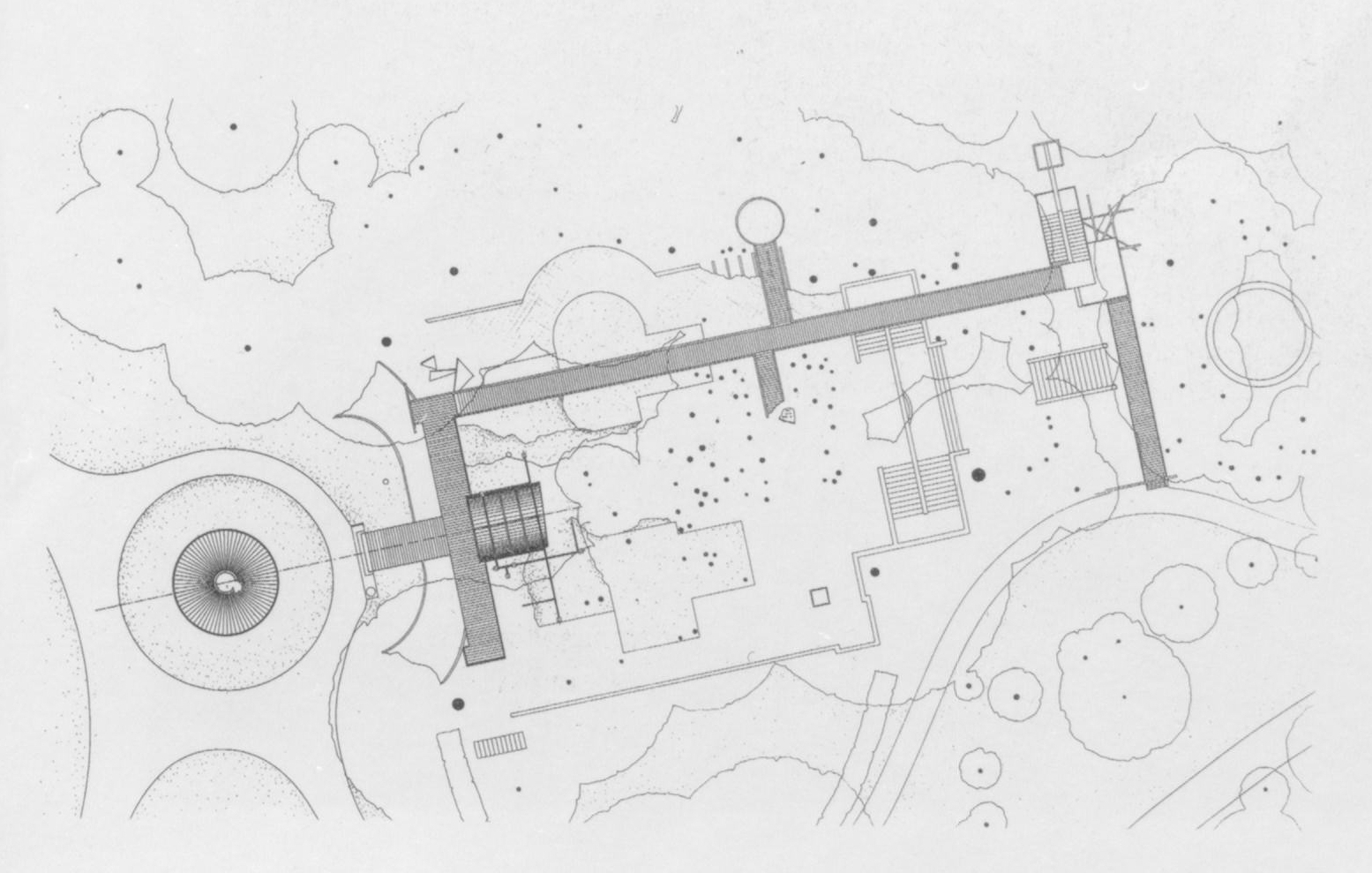
Hans Dieter Schaal: Lageplan der Kunststation Villa Moser (vergleiche: Plan 2, siehe oben).

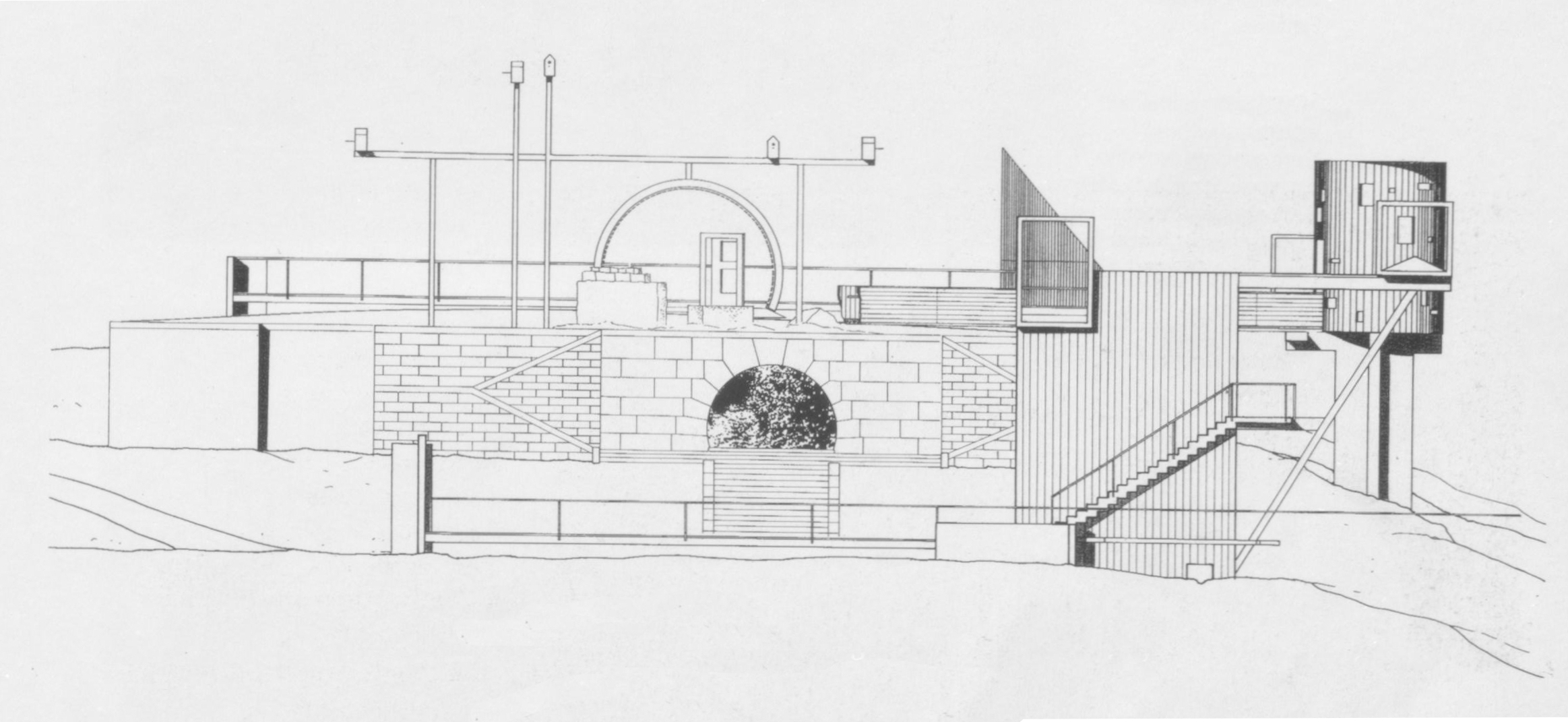
Hans Dieter Schaal: West-Ost-Querschnitt der Kunststation, links: Treppenturm, Mitte: Belvedere, rechts: Laube.

Zur Eröffnung der Gartenbauausstellung wurden die Villa Moser und Schaals Installationen dem Publikum im Rahmen des Kunststationenkonzepts als Kunststation Villa Moser präsentiert. Die Kunststation besteht aus den folgenden Teilen:
- Laube (51)
- Brunnen (20)
- Laufstege (53–55, 60)
- Belvedere (56)
- Treppenturm (57) mit Aussichtspunkt (58).

Die Installationen bestehen zu einem kleineren Teil aus Betonbauteilen, großenteils jedoch aus holzverschalten Konstruktionen aus Stahlträgern und Vierkantprofilen. Obwohl sie teilweise Objekte der Gartenbaukunst aus einer vergangenen Zeit zitieren, erscheinen manche der Installationen durch ihre offensichtliche Unzweckmäßigkeit eher als eine Persiflage auf das Geltungsbedürfnis eines reichen Großbürgertums:
- Die Laube gaukelt eine Eingangssituation vor, gewährt aber nur einen Blick in den „Urwald“, der die Villa Moser umgibt.
- Der Brunnen ist eine hölzerne Attrappe und kann weder Wasser spenden noch den Besucher durch Wasserspiele erfreuen.
- Das Belvedere verweigert die erhoffte Aussicht in die Ferne und gibt stattdessen ausschnitthaft Blicke frei auf die Wildnis in der unmittelbaren Umgebung.
- Der Aussichtspunkt am Treppenturm entpuppt sich als geometrische Freiluftskulptur. Sie kann nicht begangen werden, da sie wie ein Drahtgittermodell nur aus Kanten besteht, auf denen man allenfalls balancieren könnte.
- „Ein aufgeständerter Holzsteg führt nicht in die Hauptachse der Villa, sondern seitlich an der Anlage vorbei durch den Baumbestand und gewährt dem Besucher vielfältige Einblicke in die Vergangenheit des Gebäudes und des Gartens“.[17]

### Laube
Im Außenbereich der Kunststation, am Fuß der Bastion Leibfried (21), jenseits des Kreisbogens, den der Samaraweg (Plan 1, 9) um den Brunnen (20) schlägt, trifft man auf einen tunnelförmigen Torbogen („Laubentunnel“, „Laubentor“), der den Eingang zur Villa Moser zu markieren scheint, jedoch „lediglich den Blick in den verwilderten Villengarten rahmt“. Solitärbäume von teilweise beeindruckender Größe und Ausladung umgeben die Laube: zwei Kastanien, zwei Eschen, eine Robinie und eine Birke. Sie kündigen den bemerkenswerten Baumbestand im Inneren des Gartens um die Villa Moser an. Die Laube spiegelt, seitlich und in der Höhe versetzt, „die erhaltengebliebene Grotte am anderen Ende des Gebäudes wider“ (siehe Abbildung Nord-Süd-Querschnitt).
Das Grundgerüst des Laubentunnels wird von zwei Hufeisenbögen und fünf Querstreben, alle aus stählernen Vierkantrohren, gebildet. Die Bögen waren durchgängig mit schmalen Holzlamellen besetzt, so dass das in lichtes Weiß gefasste Tor wie eine Jalousie wirkte und bei strahlender Sonne vom Licht durchflutet wurde – im Gegensatz zur dunklen Grotte, die von Dickicht umhüllt ist. Heute sind die Lamellen bis zur Höhe des Geländers herunter entfernt.
Ein Gerüst aus ebenfalls stählernen Vierkantrohren umgibt das Tor und streckt seine Stangen wie Fühler in die Höhe und seitwärts. Die Stangen tragen fünf Vogelhäuser, ein freundliches Angebot für die Vogelscharen, die sich in dem Urwald des Parks tummeln. Ob die Vogelhäuser von der Vogelwelt angenommen wurden, ist nicht bekannt.
Der Weststeg (53) verläuft quer vor der Laube und gibt an seinem linken Ende den Zugang zum Nordsteg (54) frei. Dieser Zugang ist seit einigen Jahren mit einer Sperrplatte zugenagelt.

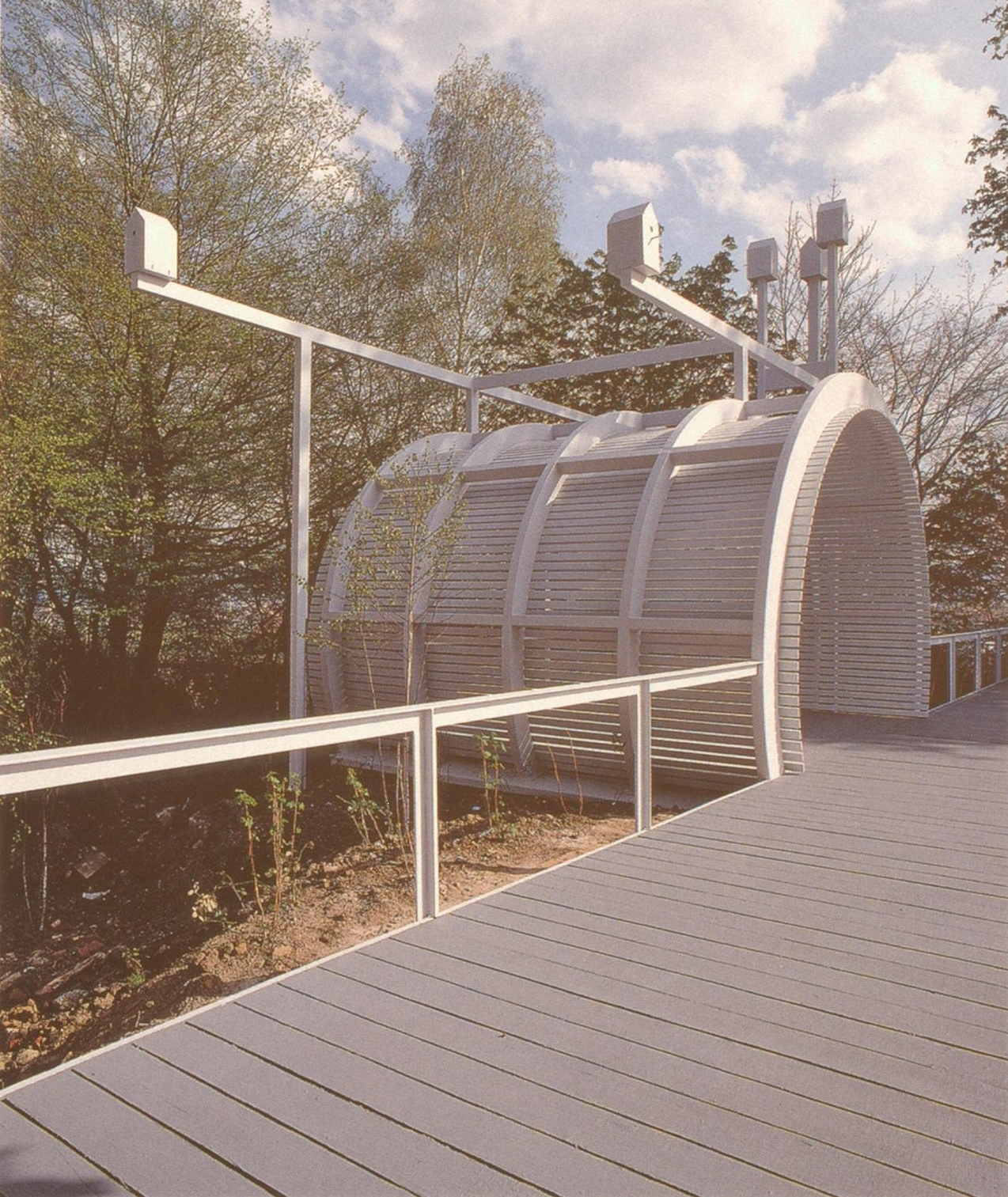
Laube, 1994.
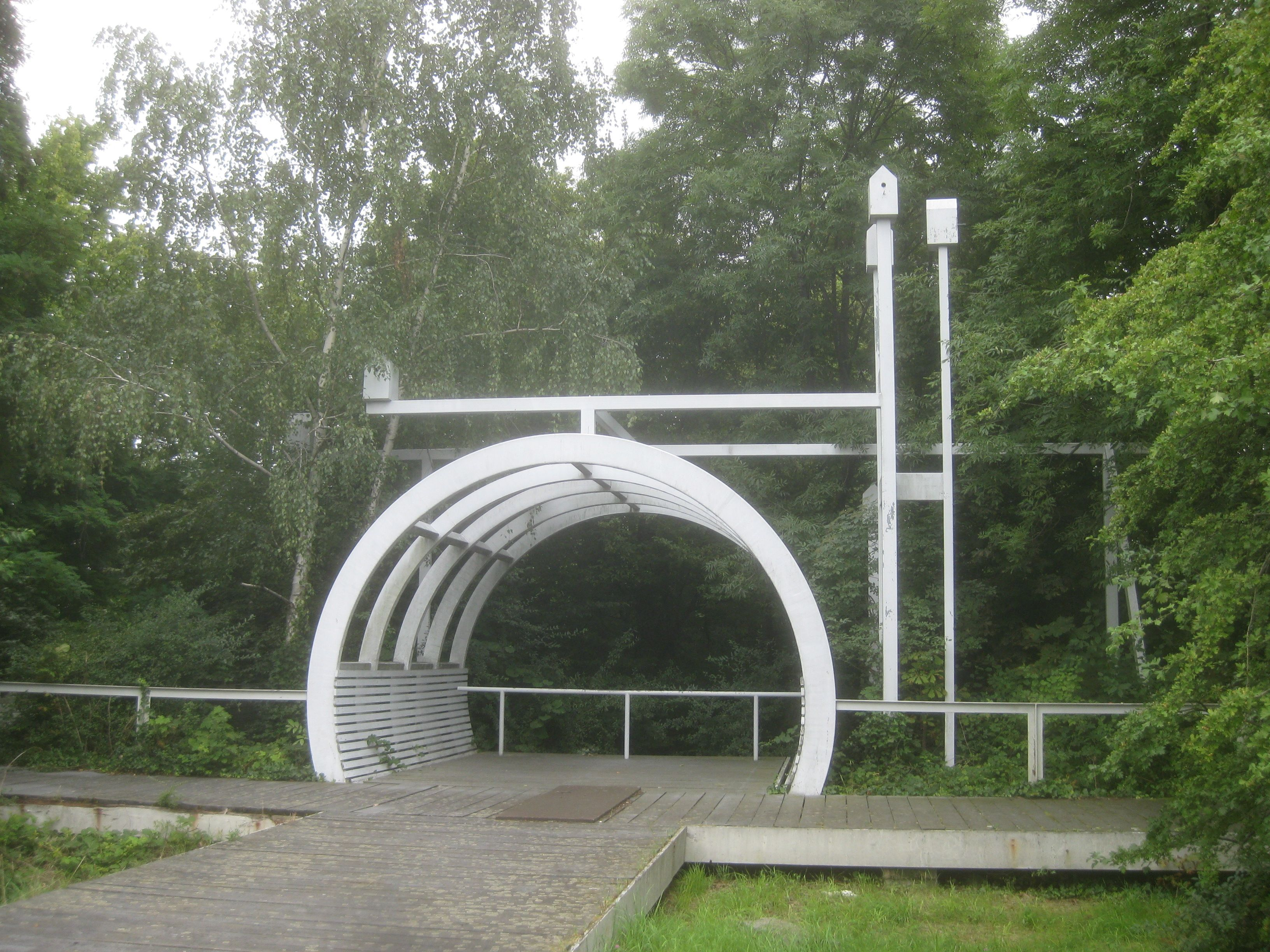
Laube, 2013. Zustand: Lamellen großenteils demontiert.
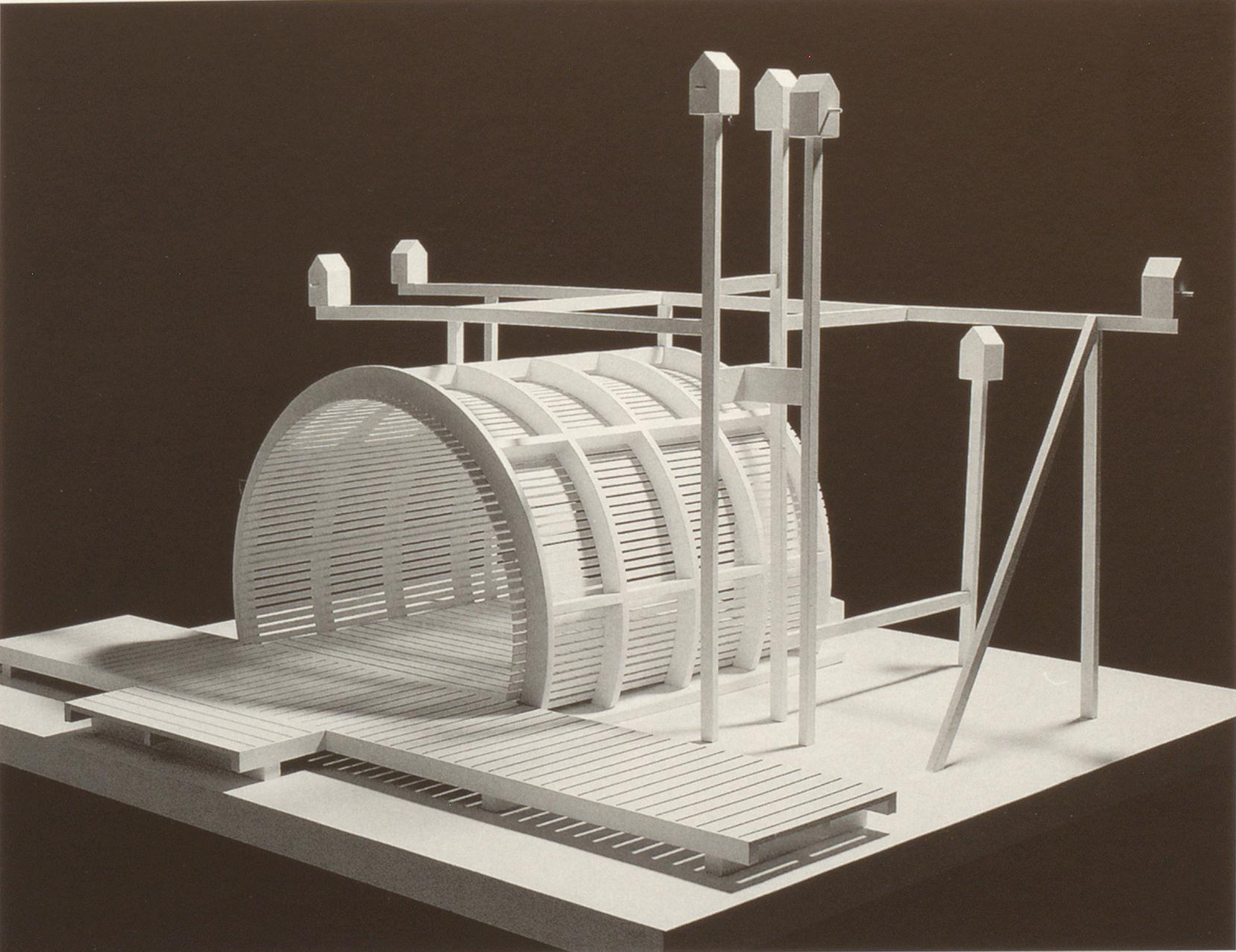
Laube, Modell.
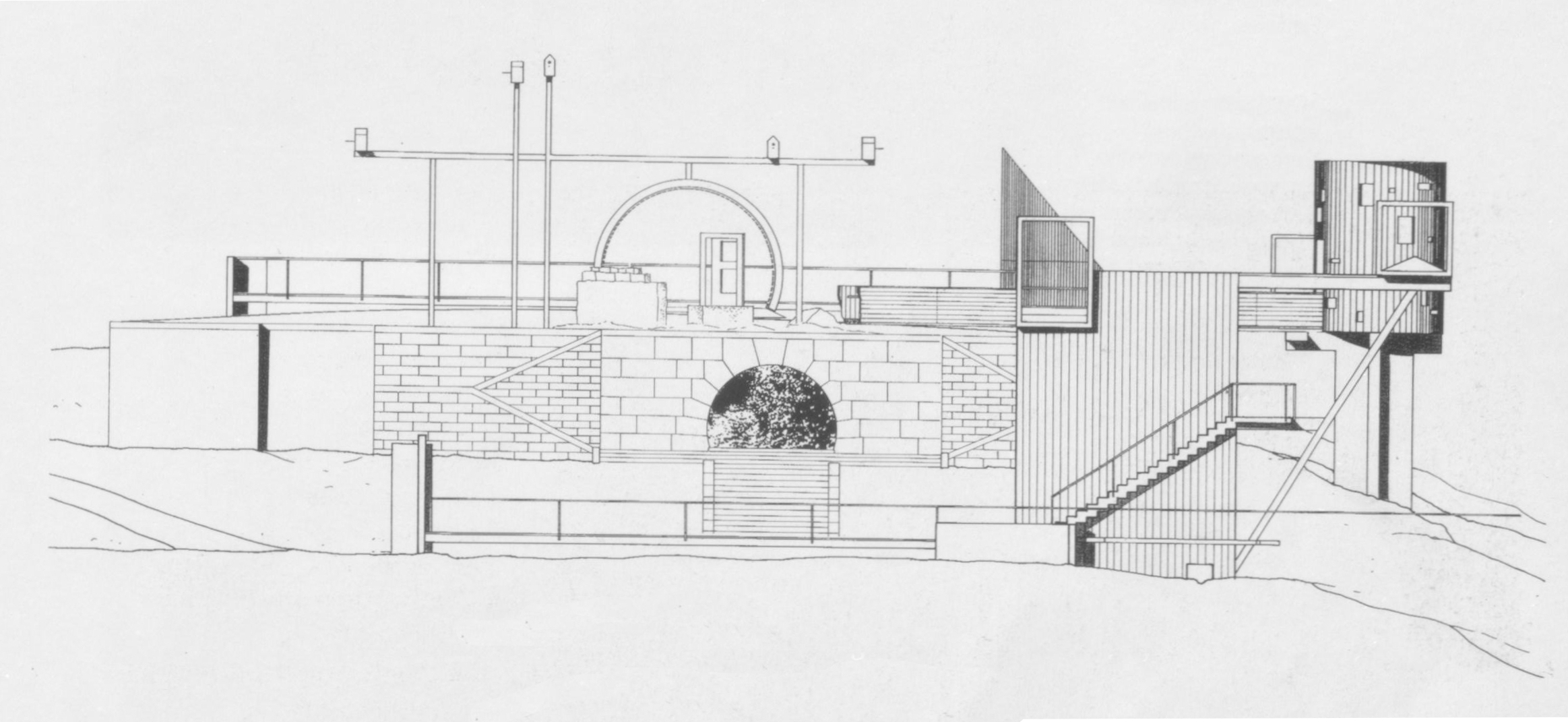
Hans Dieter Schaal: Nord-Süd-Querschnitt der Kunststation in drei Ebenen, vorn: Grotte der Villa Moser, Mitte rechts: Belvedere, hinten: Laube.

### Brunnen
Auch der Brunnen (20) befindet sich im Außenbereich der Kunststation, und zwar zwischen der Laube und der Bastion Leibfried, wo sich früher der Behälter für die Wasserversorgung der Villa Moser befand. Der vom Sanctuarium (22) herunterführende Samaraweg (9) schlägt einen Kreisbogen um den Brunnen.
Der Brunnen als Attrappe ist ein ironischer Verweis auf Springbrunnen als unerlässliche Ingredienzen des großbürgerlichen Gartens, erinnert aber auch an die Brunnen im Garten der Villa Moser, von denen noch ein rundes und ein langovales Becken im östlichen Gartenteil erhalten geblieben sind.
Das runde Becken der Brunnenattrappe ist mit einer kegelförmigen Holzverschalung bedeckt, die in der Mitte von einem kleinen Holztürmchen gekrönt wird, unter dem man den Brunnenstock vermuten könnte. Der Brunnen ist heute von einem Maschendrahtzaun umgeben.

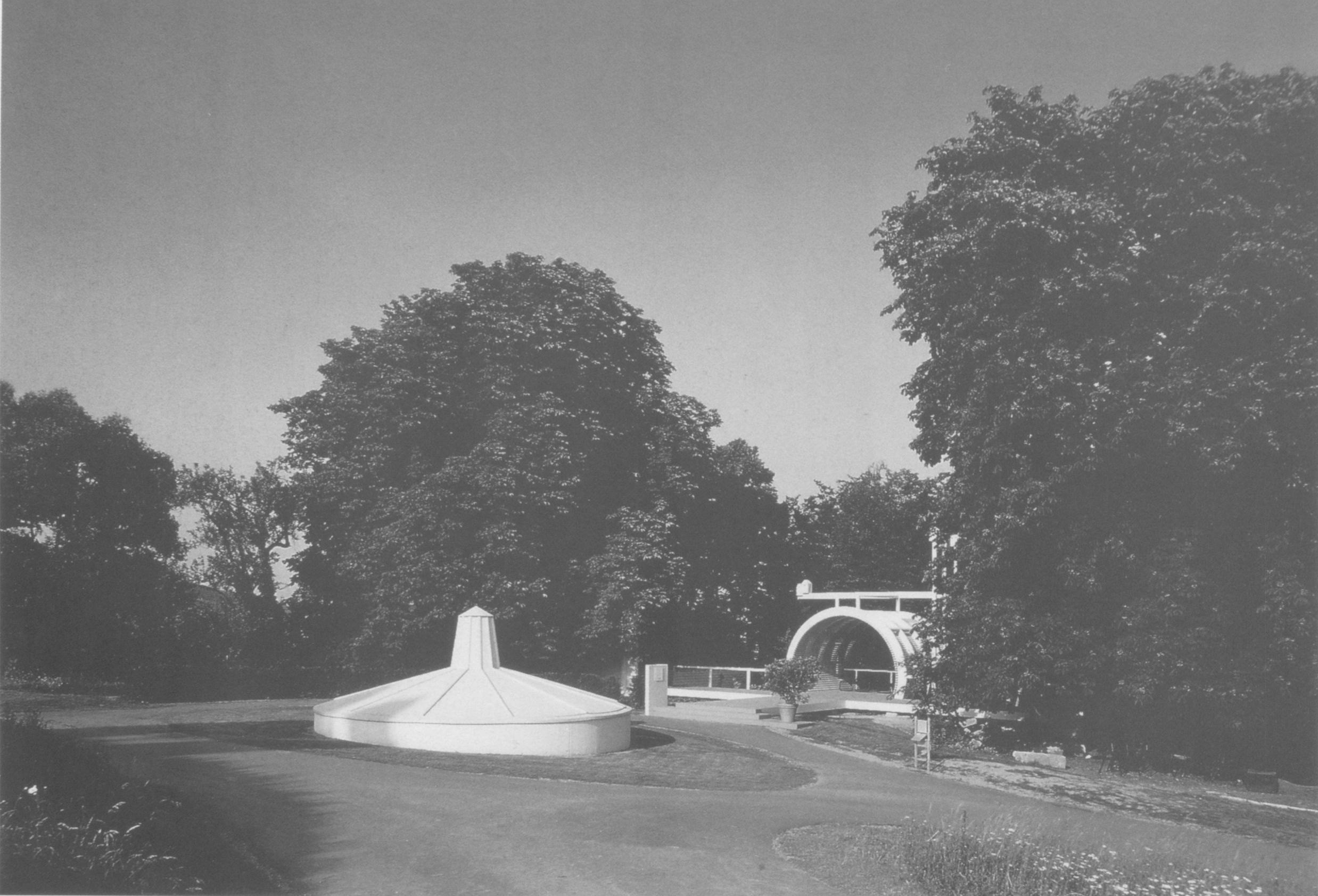
Brunnen und Laube, 1994.
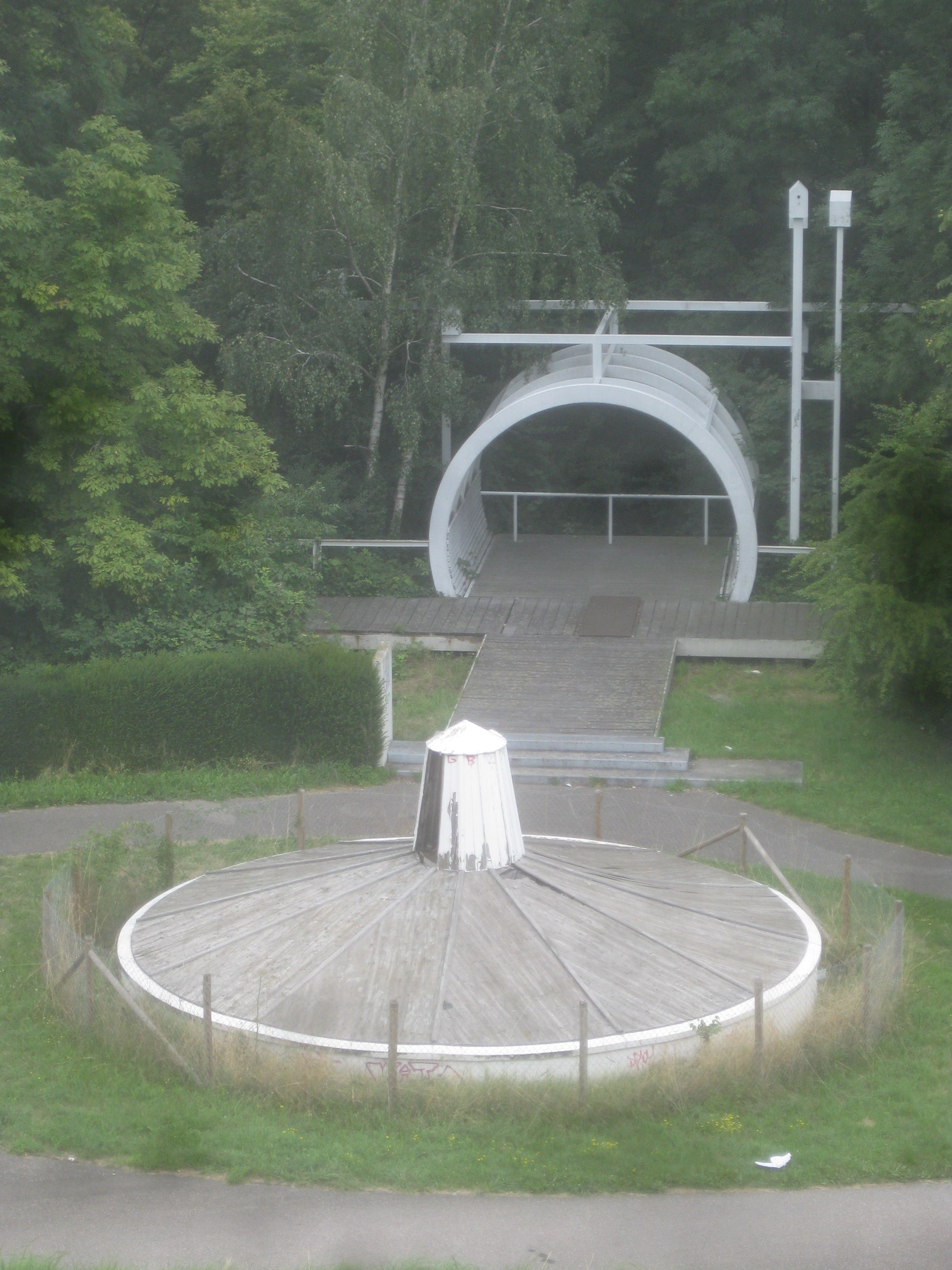
Brunnen und Laube, 2013. Zustand: Maschendrahtzaun, Holzverschalung marode und teilweise lädiert.
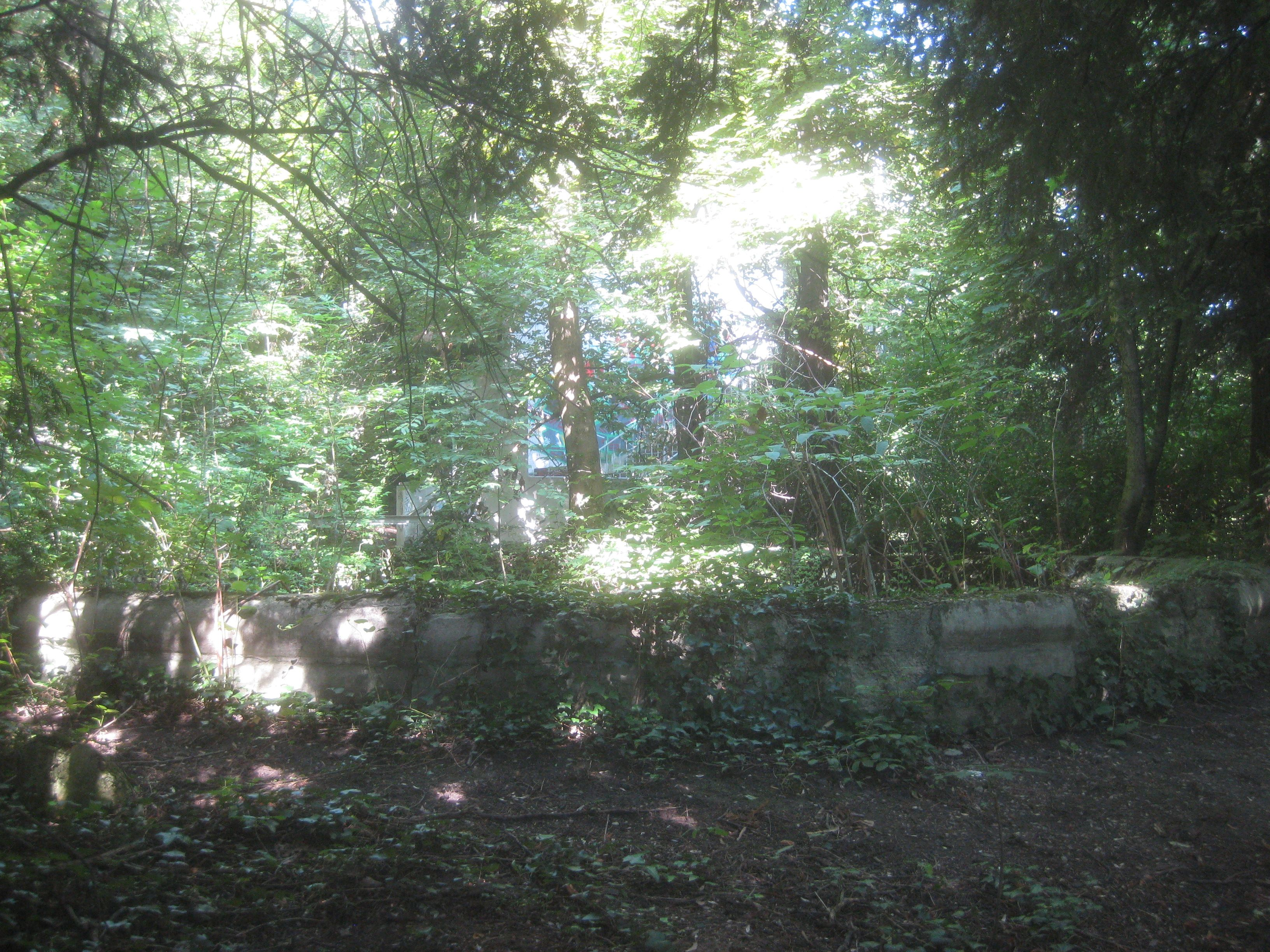
Rundes Brunnenbecken im östlichen Garten der Villa Moser.

### Laufstege
Die „Stege durch den »Stadtdschungel« (StZ) über die Grundmauern der Villa“ verschaffen dem „Besucher Zugang zur verschwundenen Pracht der Gründerzeitvilla ohne sie eigentlich zu betreten“. Gleichzeitig bietet sich ihm ein Blick auf die wilde Vegetation mit ihrem reichen Baum- und Pflanzenbestand. Die Stege sind mit dicken Holzbohlen belegt, die auf einer stählernen Unterkonstruktion aufliegen. Am Nordsteg wurden (beschädigte?) Bohlen entfernt, so dass er nicht mehr sicher begehbar ist, offenbar ein Grund für die Sperrung des gesamten Nordstegs und damit auch des Belvederes, der Sackgasse und des Treppenturms. Die Seitenwände der Stege bestehen beim Nordsteg aus einer Stahlkonstruktion mit Holzbrettverschalung und Geländerläufen aus Stahlprofilen, während der Oststeg nur durch Stahlgeländer gesichert ist.
Zwei „offizielle“ Zugänge erschließen Garten und Villenruine:
- der Nordsteg (54), der links neben der Laube beginnt, an Sackgasse (55) und Belvedere (56) vorbeiführt und im Treppenturm (57) endet,
- und der Oststeg (60), der am Lodzweg (7) auf halber Höhe zwischen der Laube und dem Gate of Hope (12) beginnt und am Treppenturm endet.

#### Nordsteg
Der Eingang zum Nordsteg, der nunmehr durch eine Sperrplatte vernagelt ist, wird durch ein vorgelagertes, spitzes Betondreieck hervorgehoben, während der Zugang zum Oststeg durch einen Portalrahmen aus Beton markiert wird, der allerdings so stark von Pflanzen überwuchert ist, dass ihn nur das kundige oder aufmerksame Auge erspäht. Zwei Stege zweigen in der Mitte des Nordstegs ab: die Sackgasse (55) und ein Steg, der zum Belvedere (56) führt. Nach dem Belvedere überbrückt der Nordsteg die rechte Freitreppe der Villenruine, bevor er im Treppenturm endet.

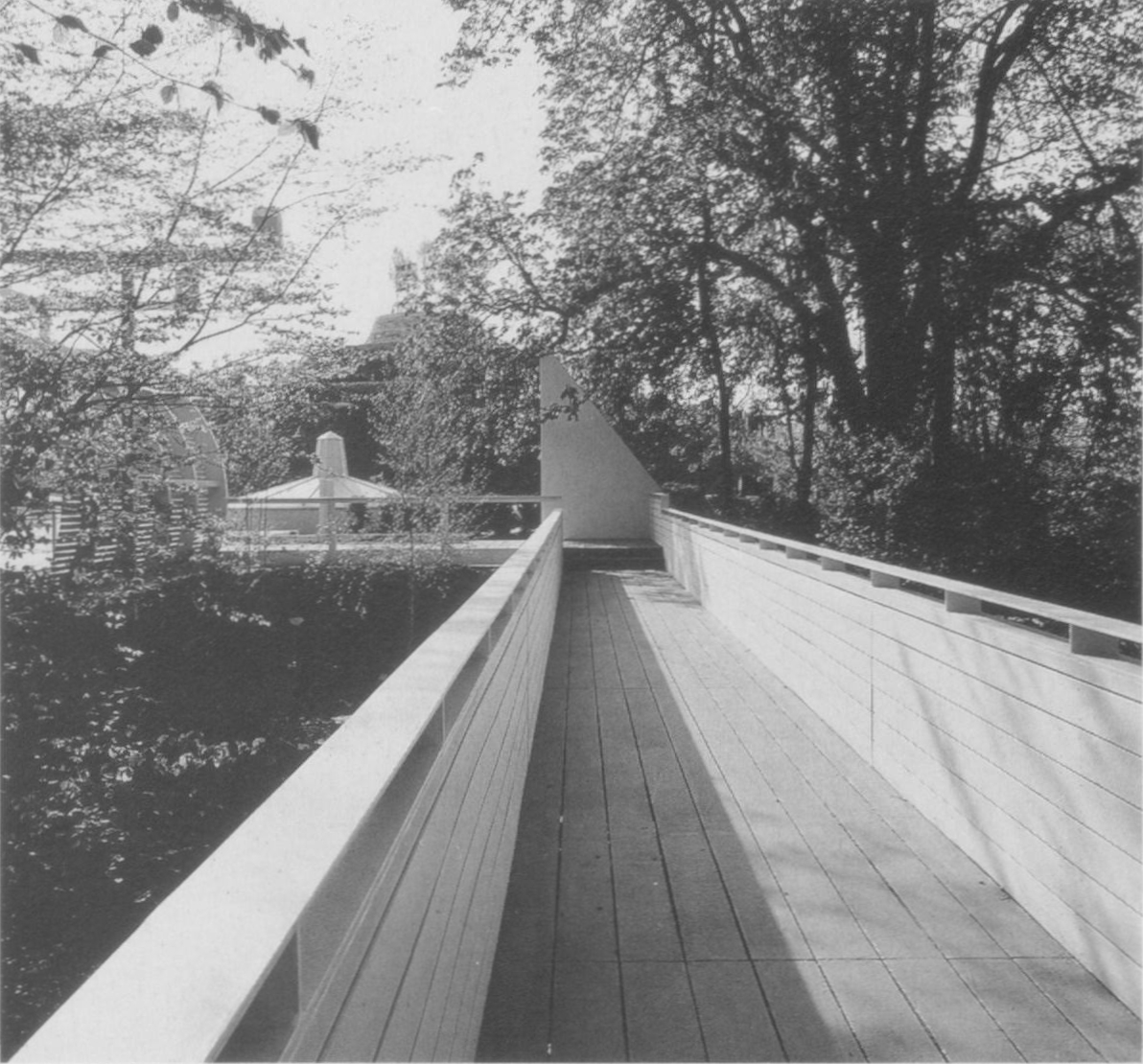
Nordsteg, 1994.
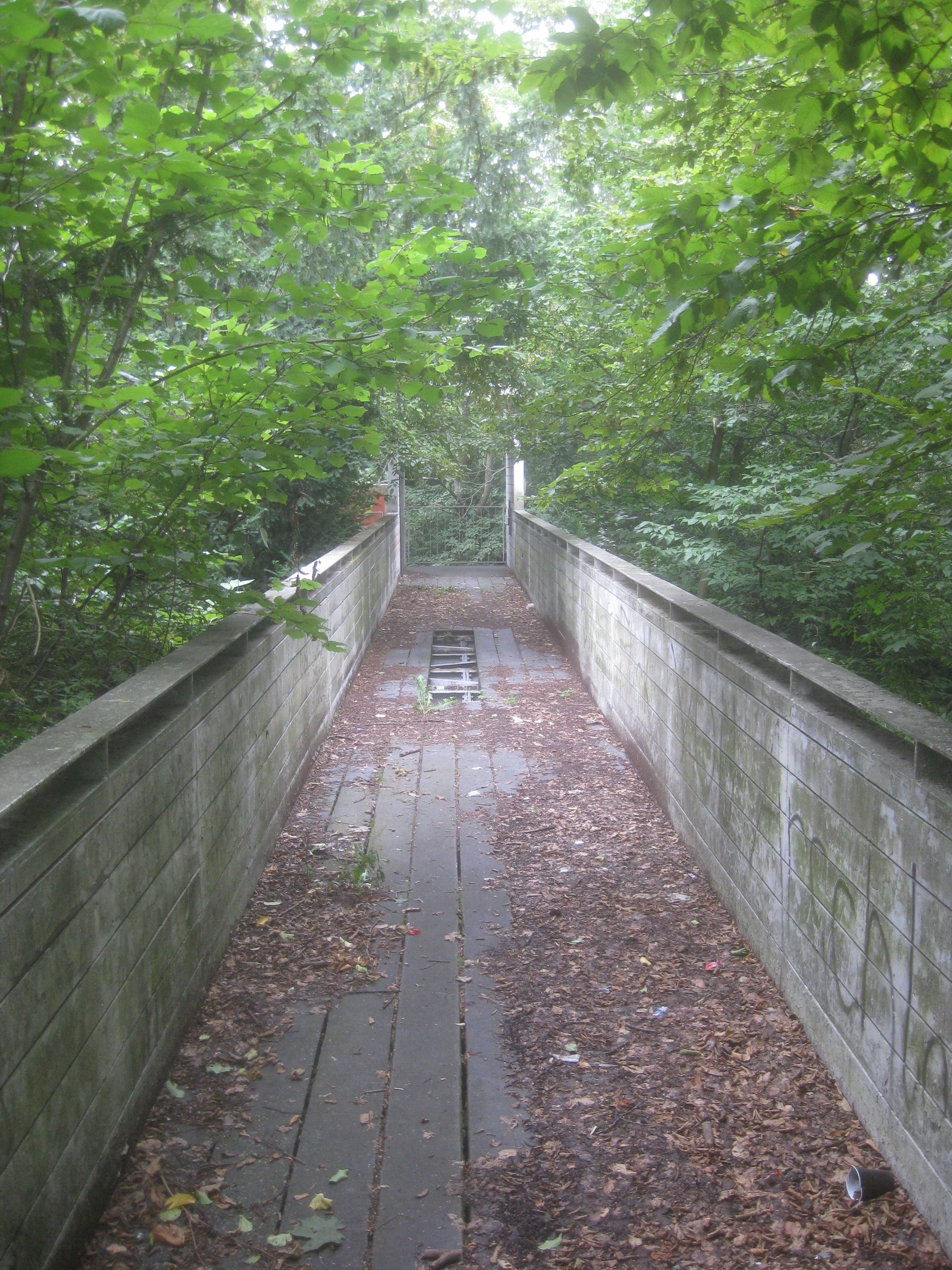
Nordsteg, 2013.
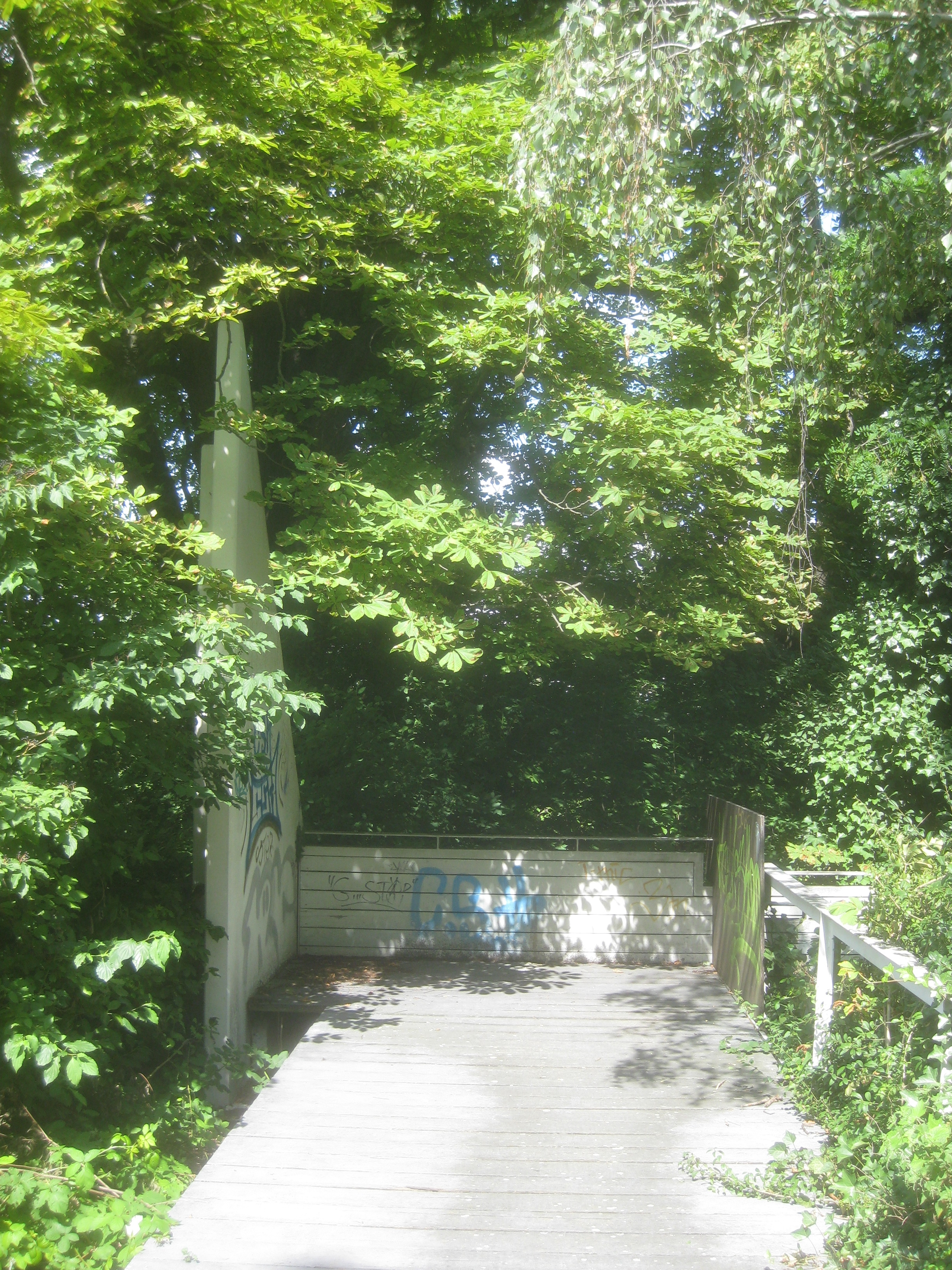
Eingang zum Nordsteg, 2013. Zustand: Gesperrt (Sperrplatte rechts).
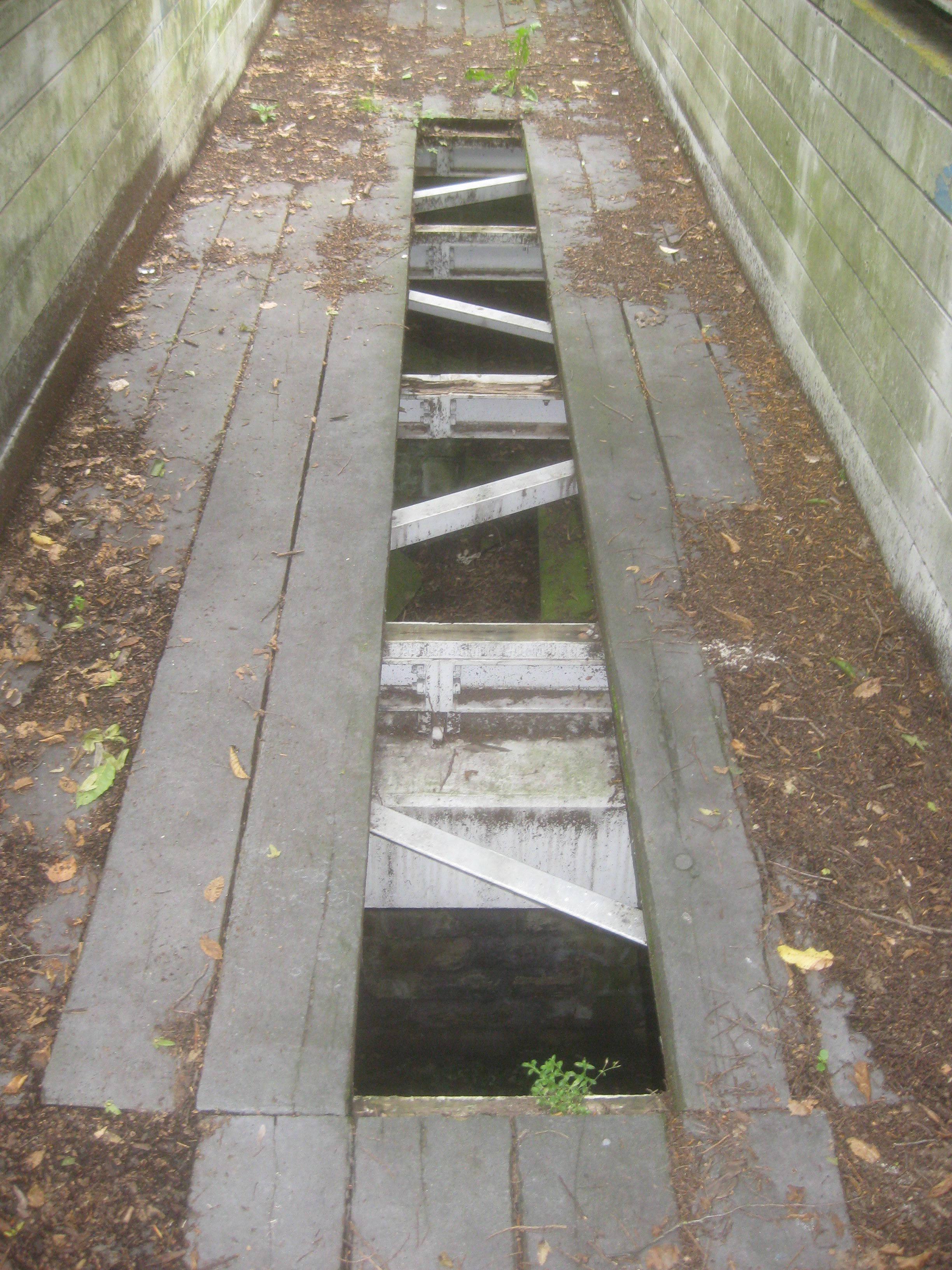
Nordsteg, 2013. Zustand: Bodenbelag teilweise zerstört.

#### Sackgasse
Die früher offene Sackgasse ist heute an ihrem Ende mit einer Sperrplatte vernagelt, damit man von hier aus nicht den lädierten Nordsteg betreten kann. Am Ende der Sackgasse schließt sich hinter der Sperrplatte die Lyrikstation Aus ihren Ruinen kommen wir an, eine in Bodennähe befestigte Tafel mit einem Gedicht von Christoph Lippelt.

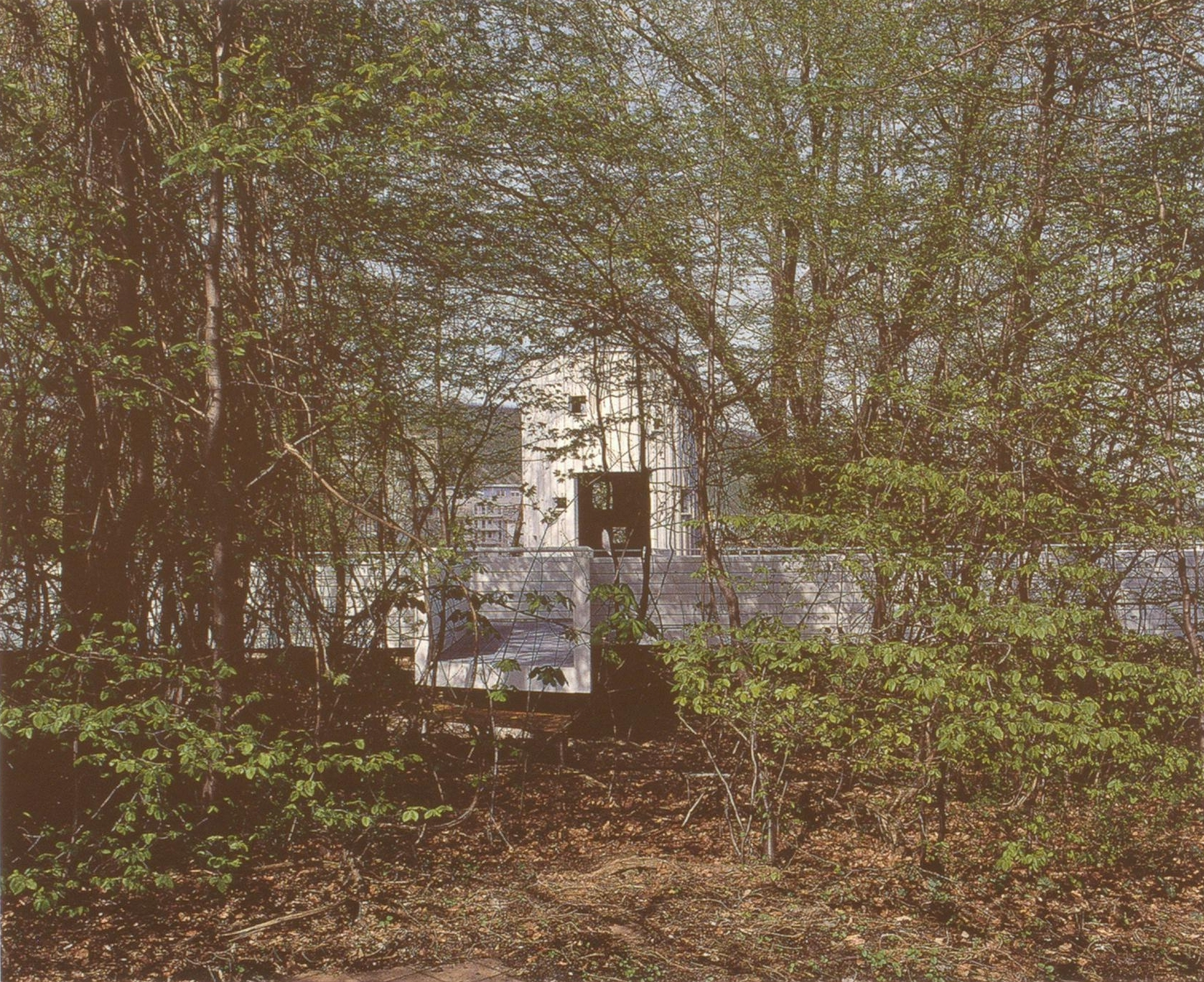
Belvedere, Nordsteg und Sackgasse (vor dem Belvedere), 1994.
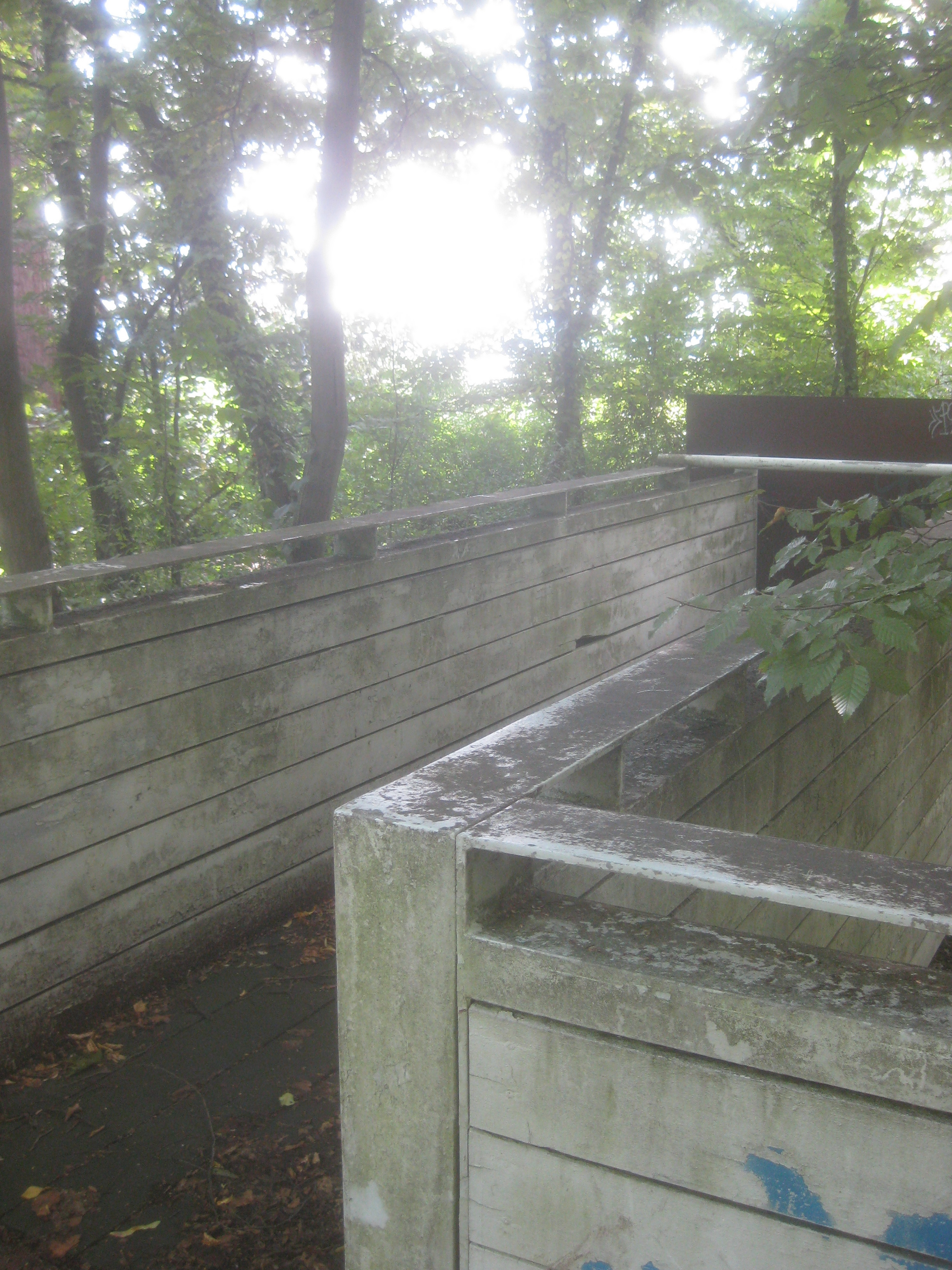
Sackgasse, 2013. Zustand: Gesperrt (Sperrplatte hinten rechts).
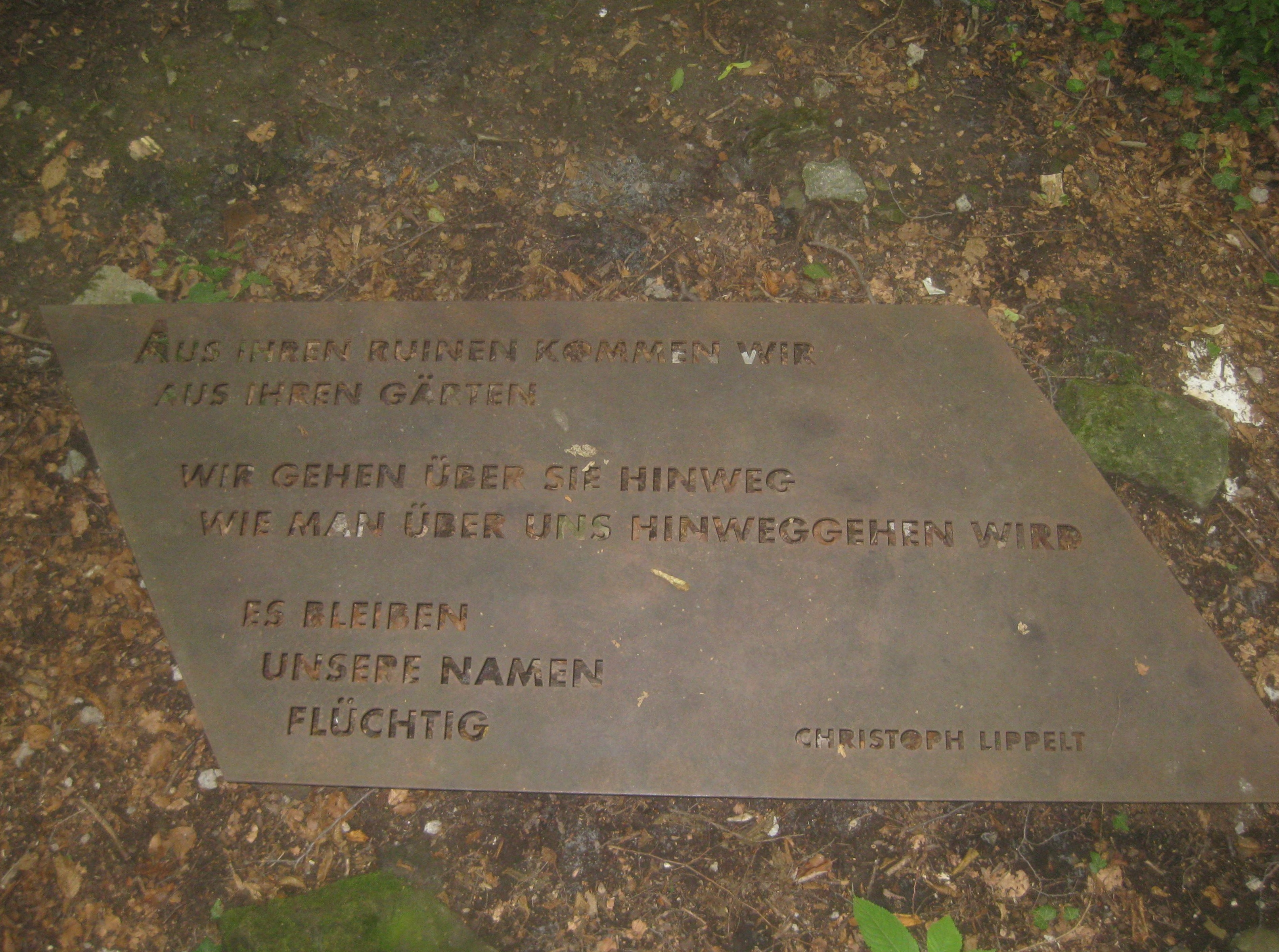
Lyrikstation Aus ihren Ruinen kommen wir von Christoph Lippelt.

#### Oststeg
Der Oststeg führt östlich an der Ruine vorbei. Links des Stegs befinden sich die hauptsächlichen Überreste der Villenruine. Zwischen zwei Postamenten steigt eine Treppe zur Terrasse vor der ehemaligen Gartenfront der Villa empor. In dem Geländer des Laufstegs ist keine Öffnung vorgesehen, man muss daher unter dem Geländer hindurchklettern, um über die Treppe zu den Überresten der Sockelfassade zu gelangen.

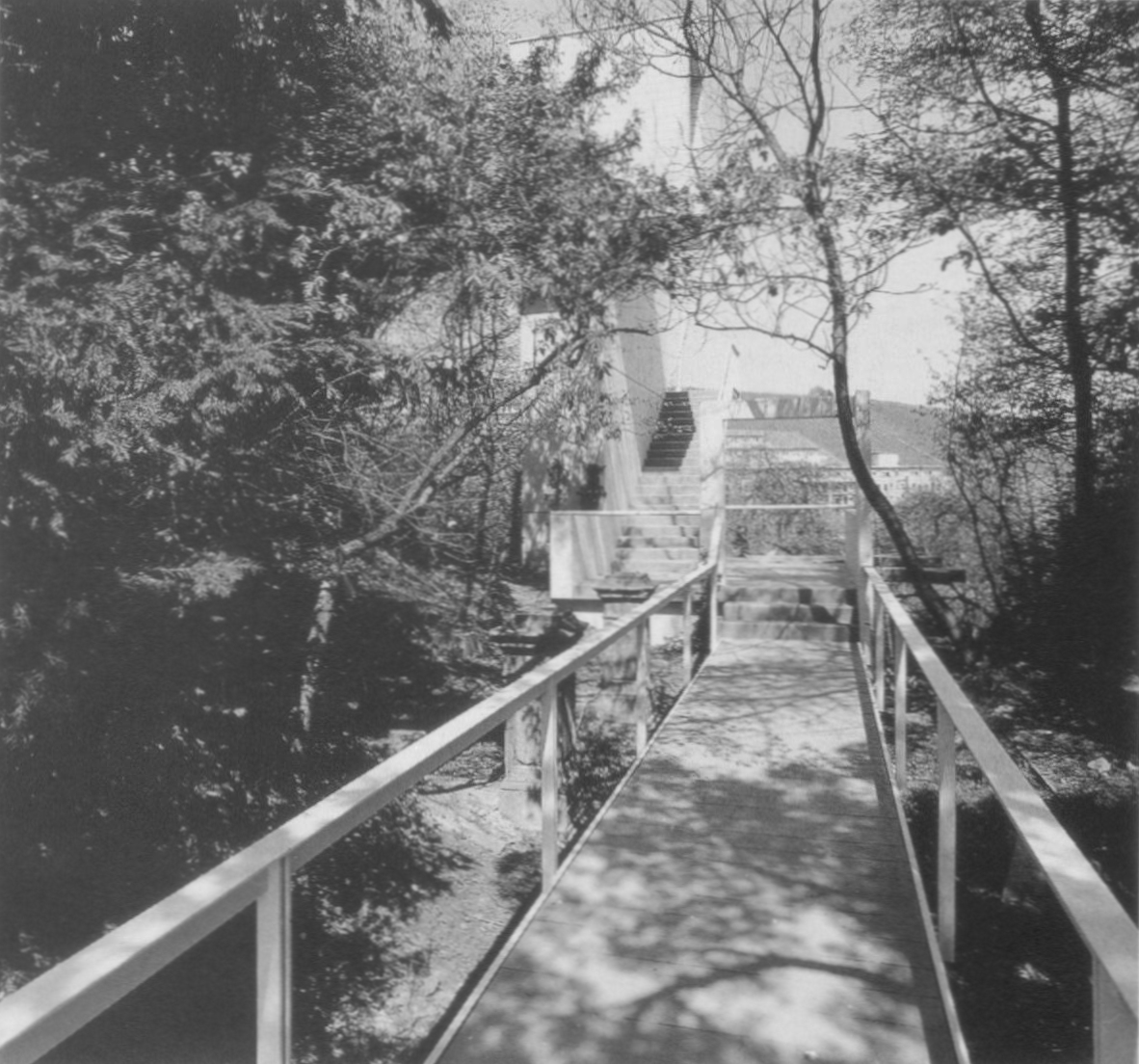
Oststeg, 1994.
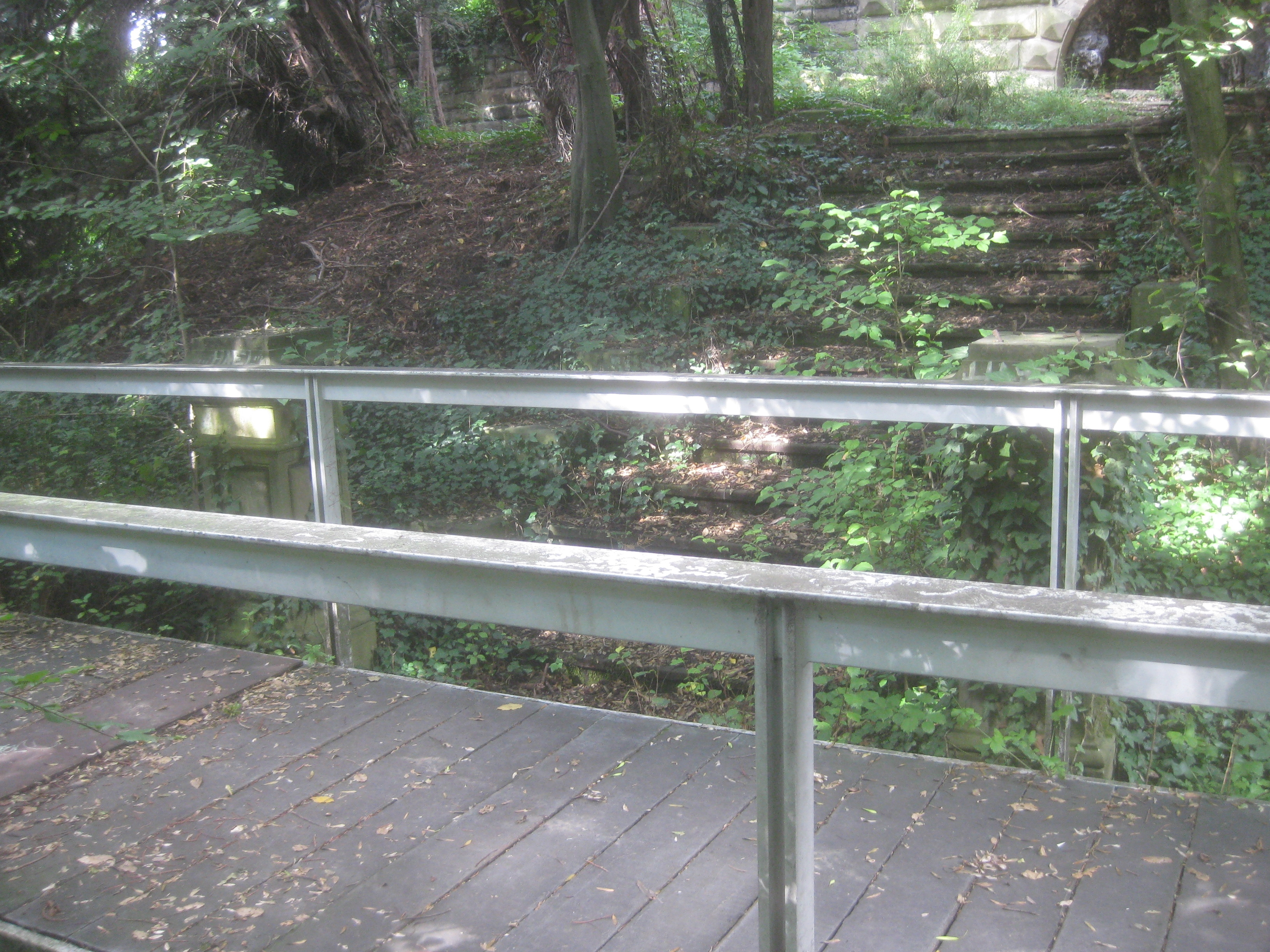
Oststeg, Blick zur Villa Moser, 2013.
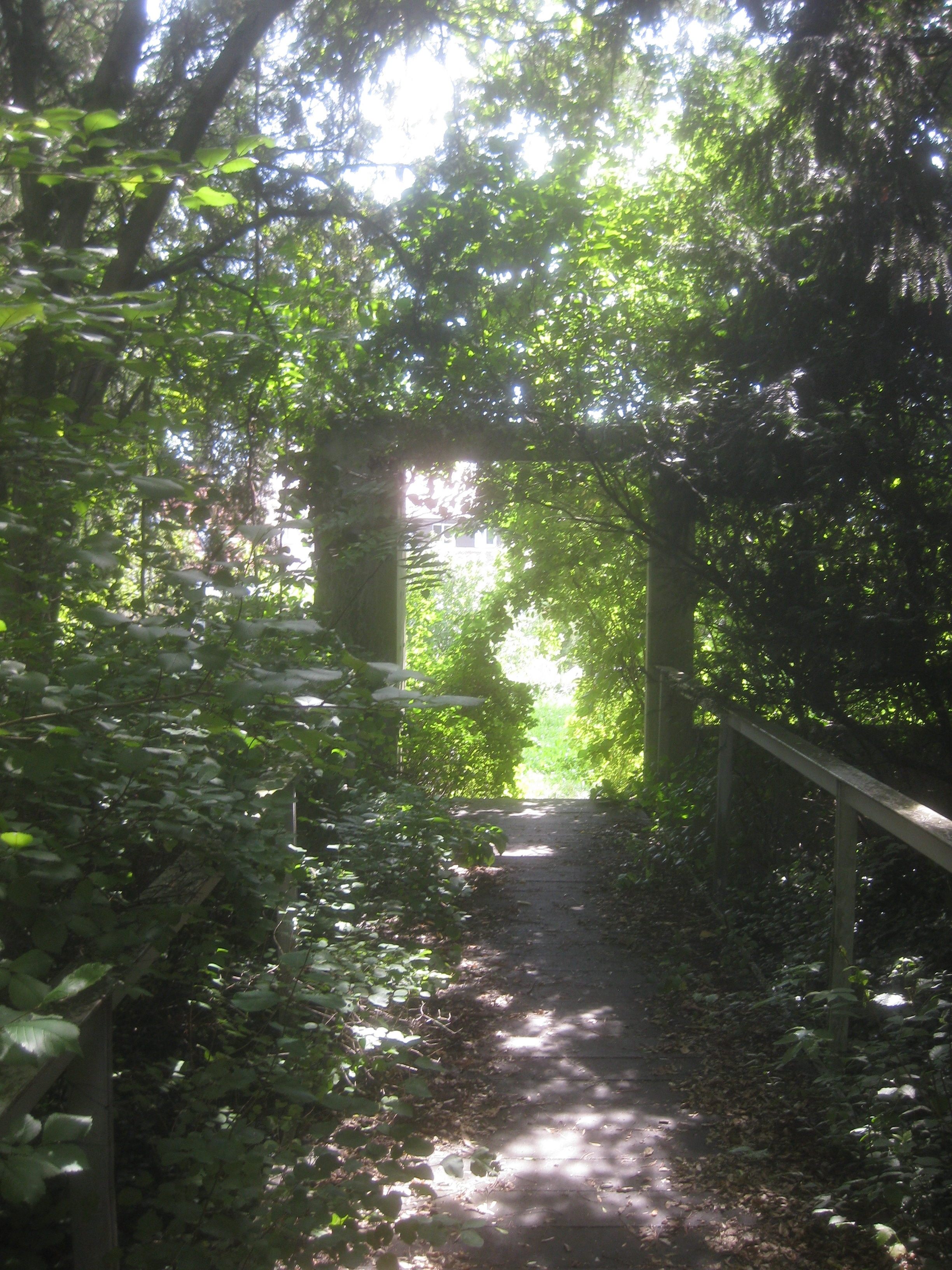
Blick vom Oststeg durch das Portal nach draußen, 2013.

### Belvedere
Der „Erinnerungsturm“ des Belvedere (56) ist ein Rundturm, der durch einen Seitensteg auf halber Höhe des Nordstegs betreten werden konnte, als der Zugang zum Nordsteg noch nicht gesperrt war. Die Wände bestehen aus einer Stahlkonstruktion mit Holzverschalung, in die kleine, rechteckige Durchgucke unterschiedlicher Größe eingelassen sind, die jedoch nicht den erwarteten „Schönblick“ in die Ferne gewähren, sondern „nur begrenzte Blicke in die Baumkronen freigeben“.

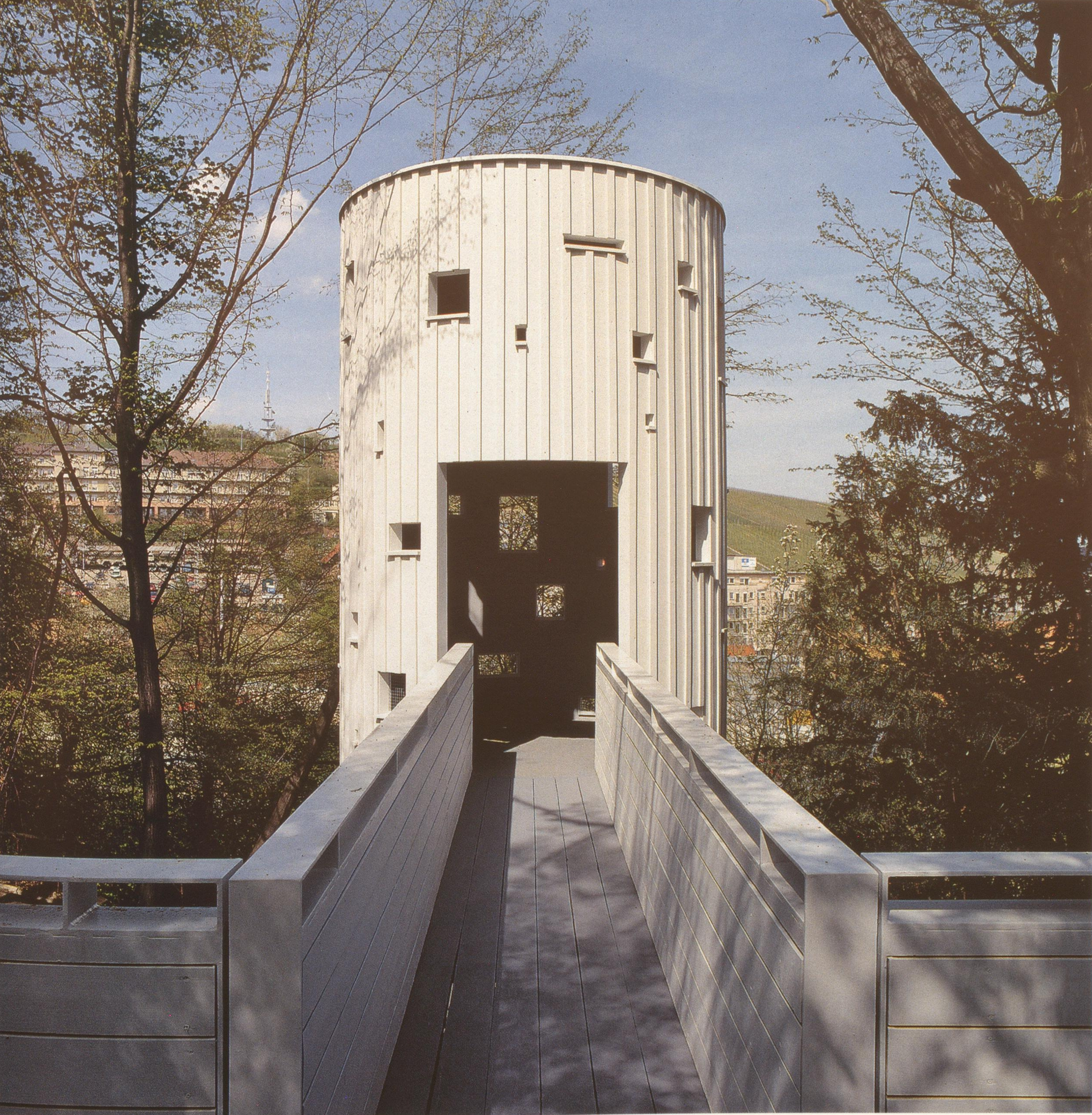
Belvedere, 1994.
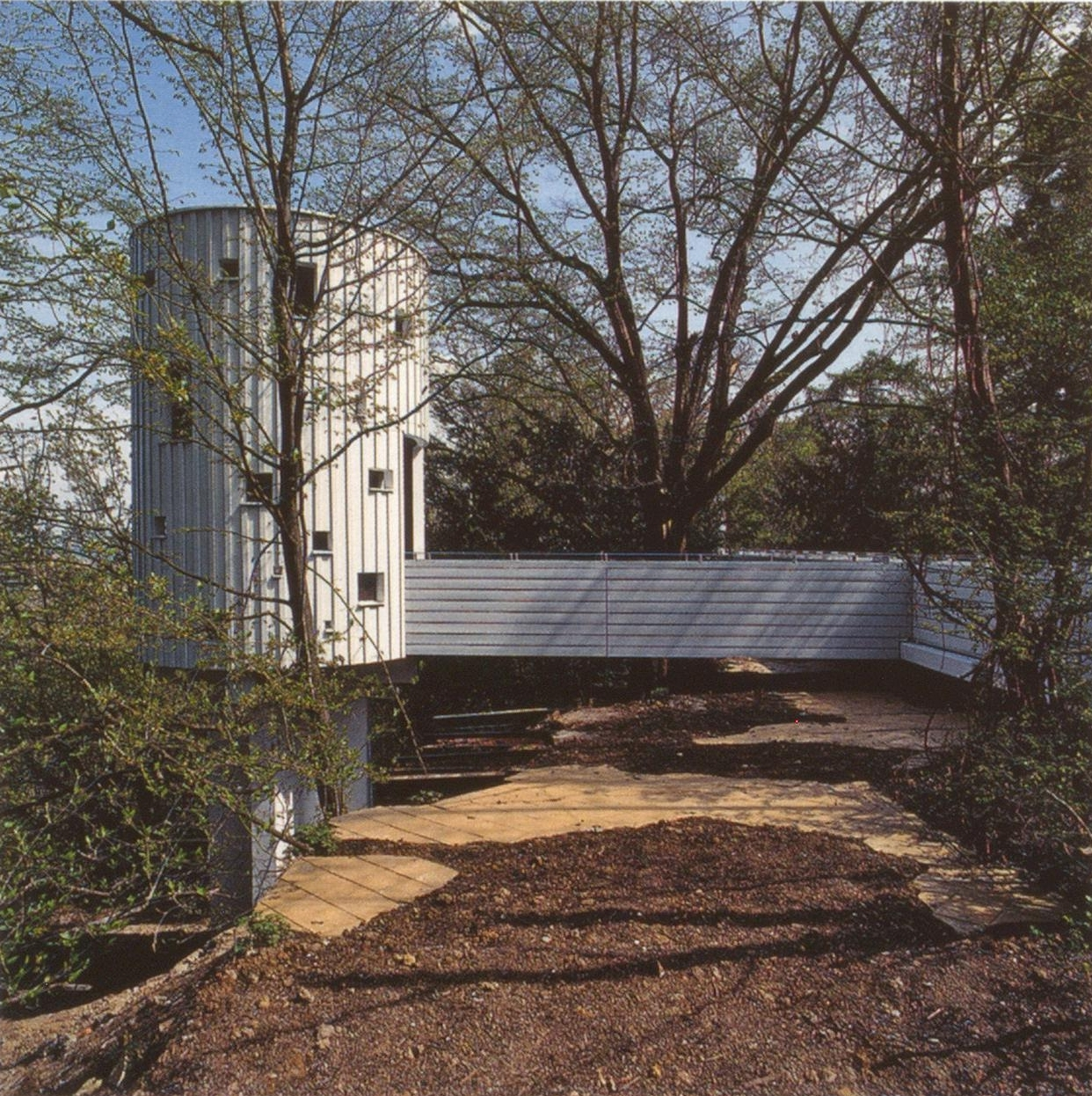
Belvedere, 1994.
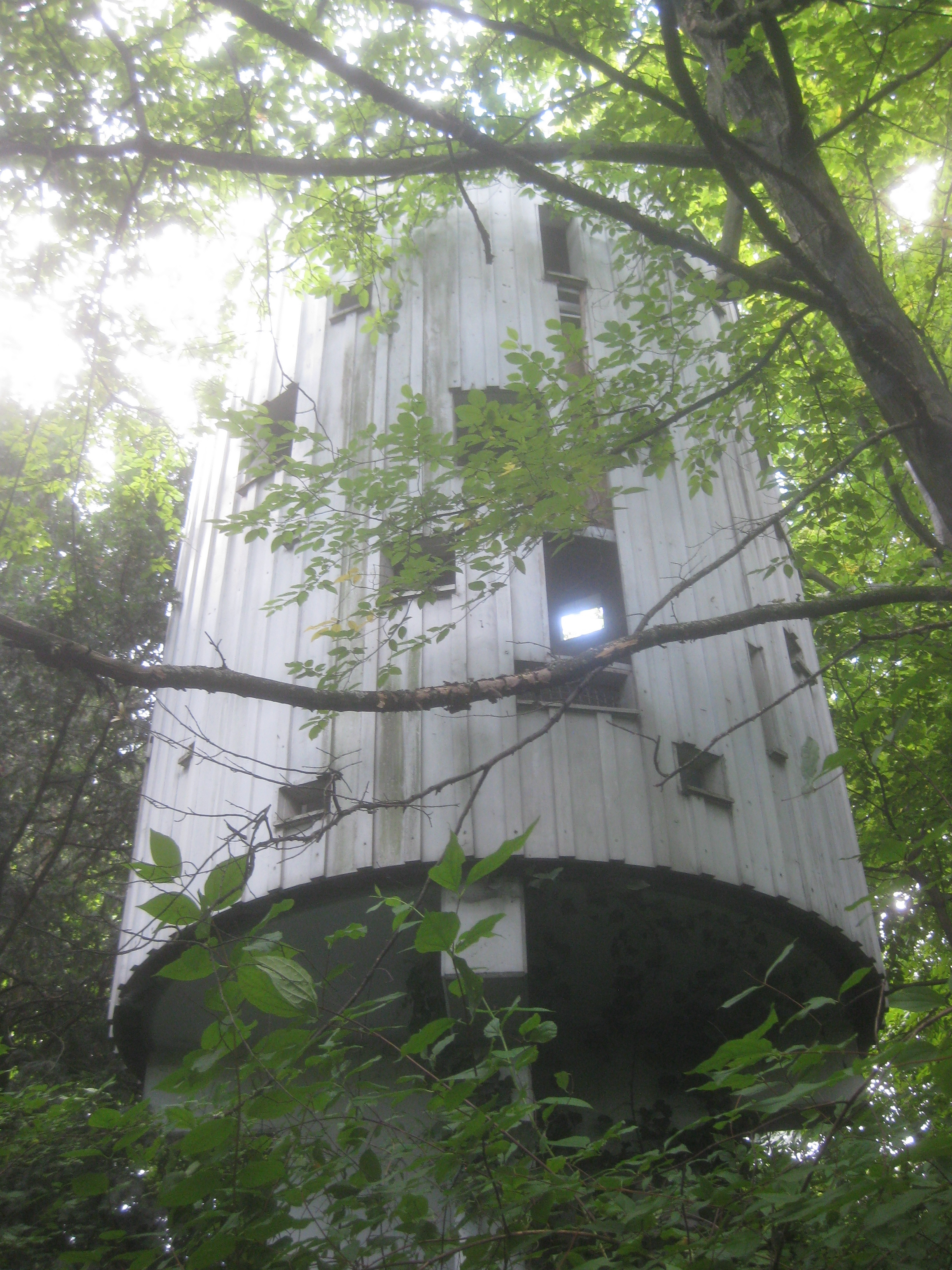
Belvedere, 2013.
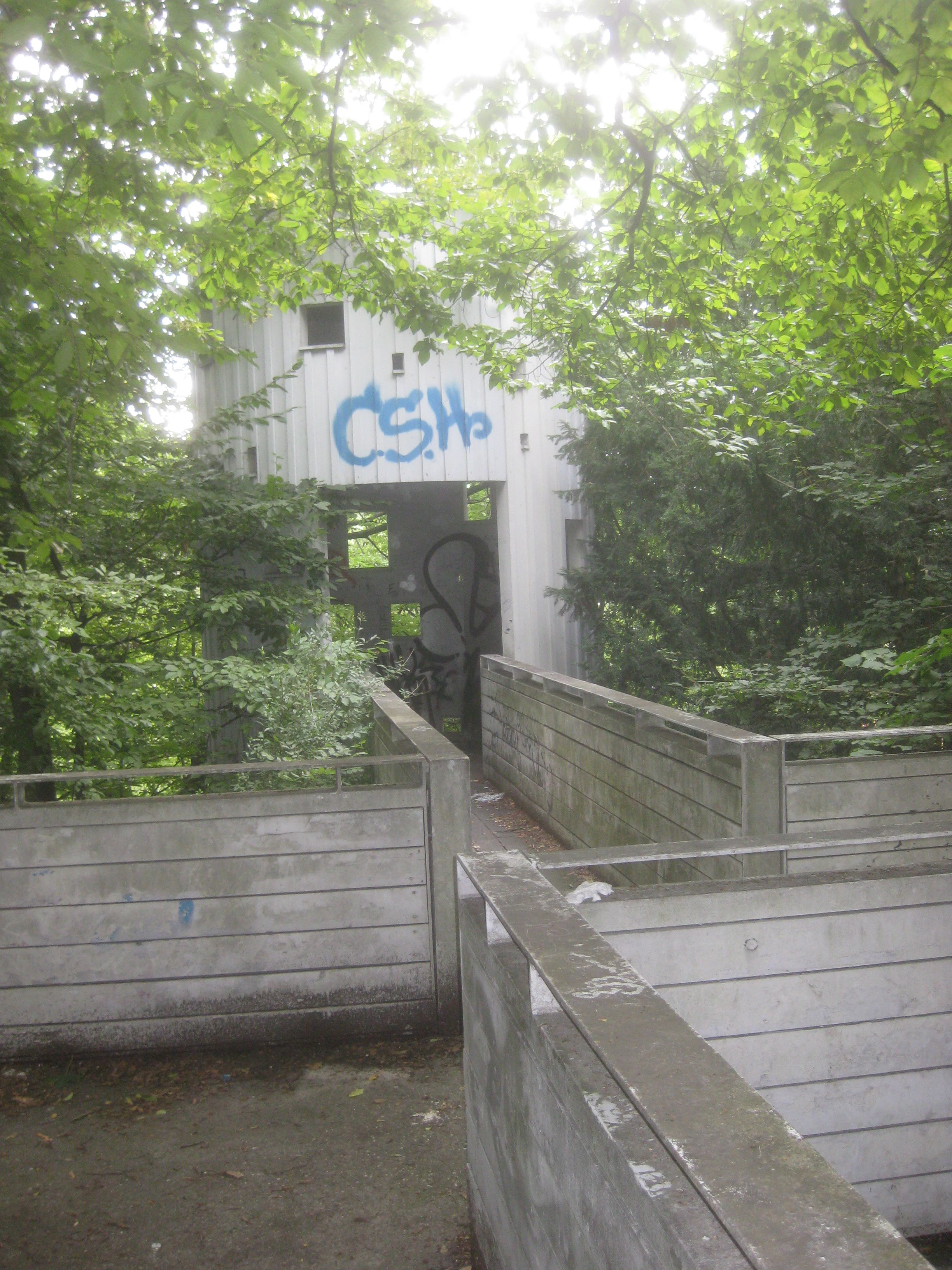
Belvedere, 2013.
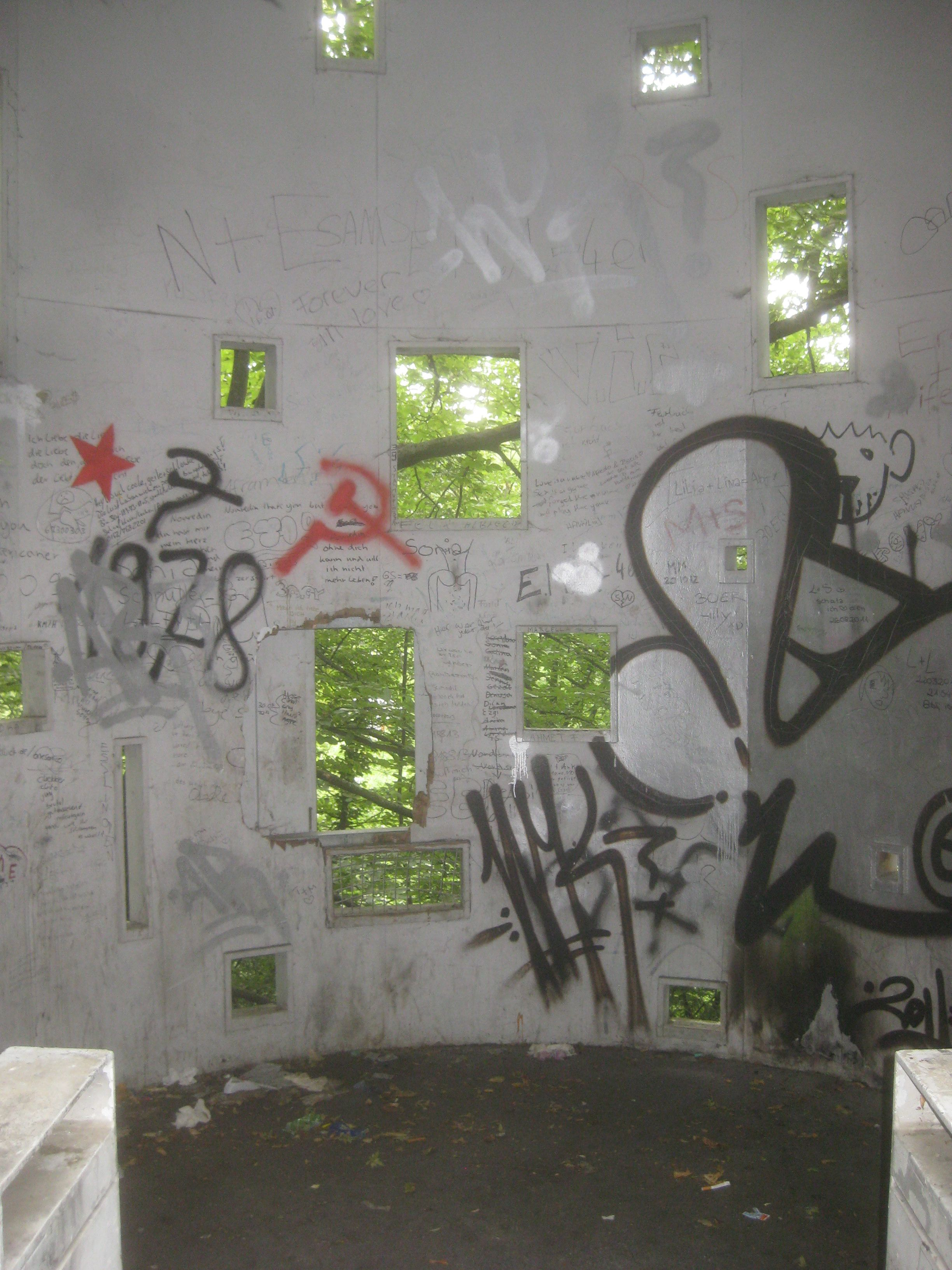
Belvedere innen, 2013. Zustand: Graffiti-Schmierereien.
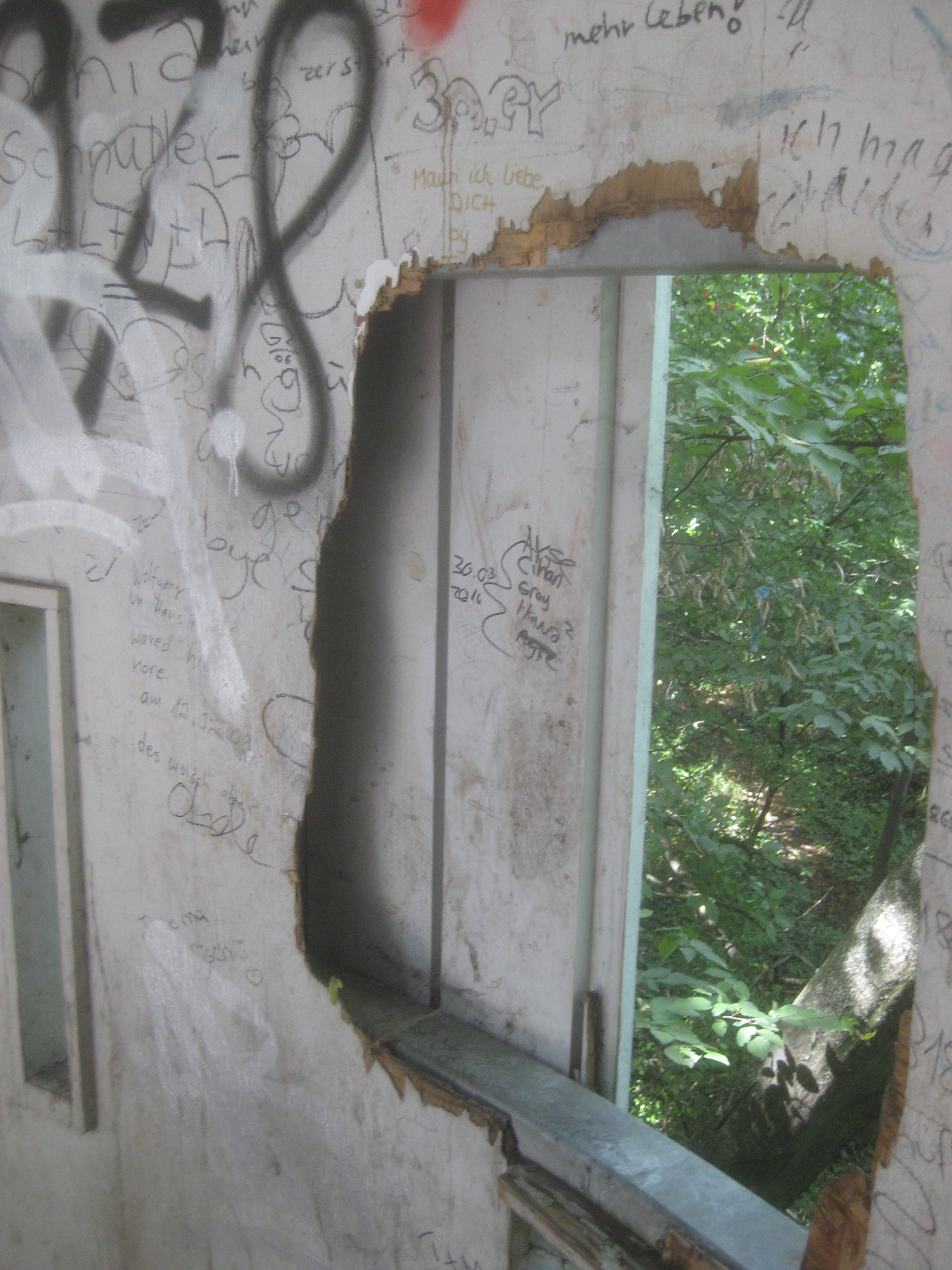
Belvedere innen, 2013. Zustand: Löcher in den Wänden.

### Treppenturm
Der durch die Sperrung des Nordstegs unzugängliche Treppenturm (57) überbrückt den Niveauunterschied zwischen Nord- und Oststeg. Getrennt durch eine Wand führt eine Treppe vom Nordsteg zu einer kleinen Plattform hinunter, von der aus eine weitere Treppe zu einer größeren Plattform führt, die an den Oststeg stößt. Der Übergang von dieser Plattform zum Oststeg wird wie dessen Eingang durch einen Portalrahmen markiert. Der Nordsteg ragt auf Schrittweite über den Treppenturm hinaus. Ein überdachter Kasten mit Seitenwänden und einem vergitterten Geländer bietet – anders als der Aussichtspunkt – einen wirklichen Ausguck in die nähere Umgebung.
Hinter dem Treppenturm erhebt sich, getragen von einer schräggestellten Stütze, ein offener Würfel, der als virtueller Aussichtspunkt „den Besucher dazu herausfordert, seiner Imagination freien Lauf zu lassen“.

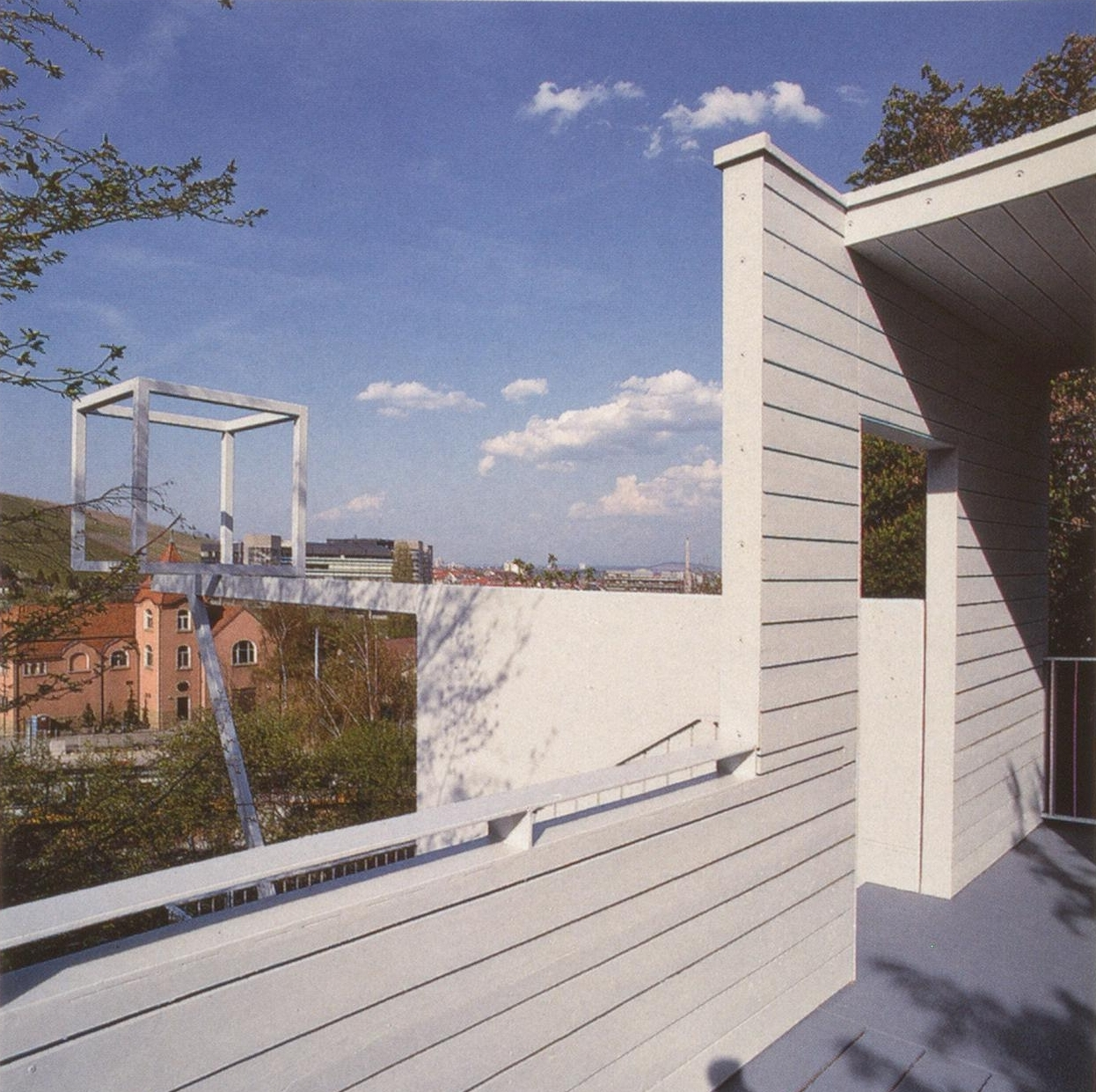
Treppenturm, 1994.
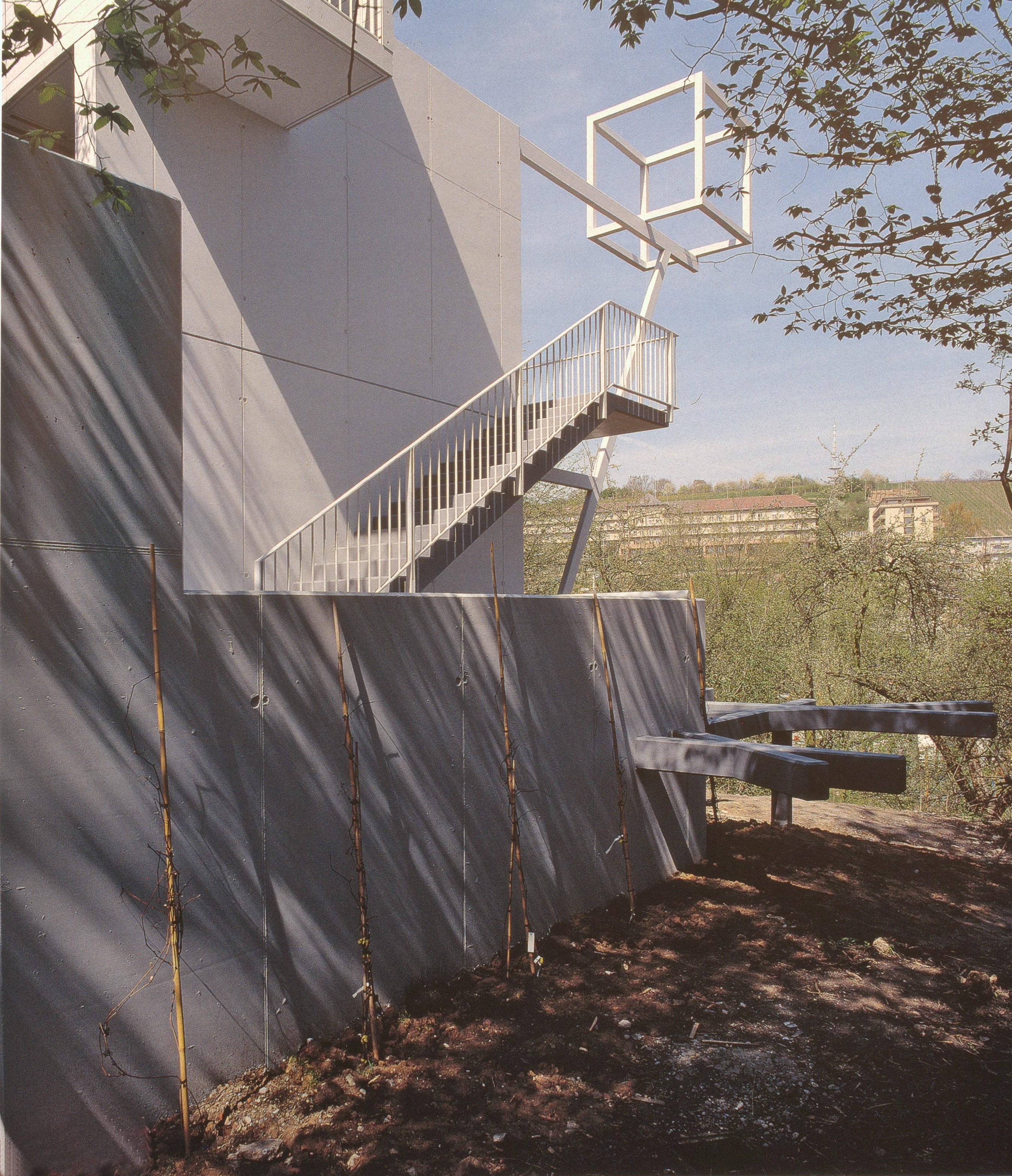
Treppenturm, 1994.
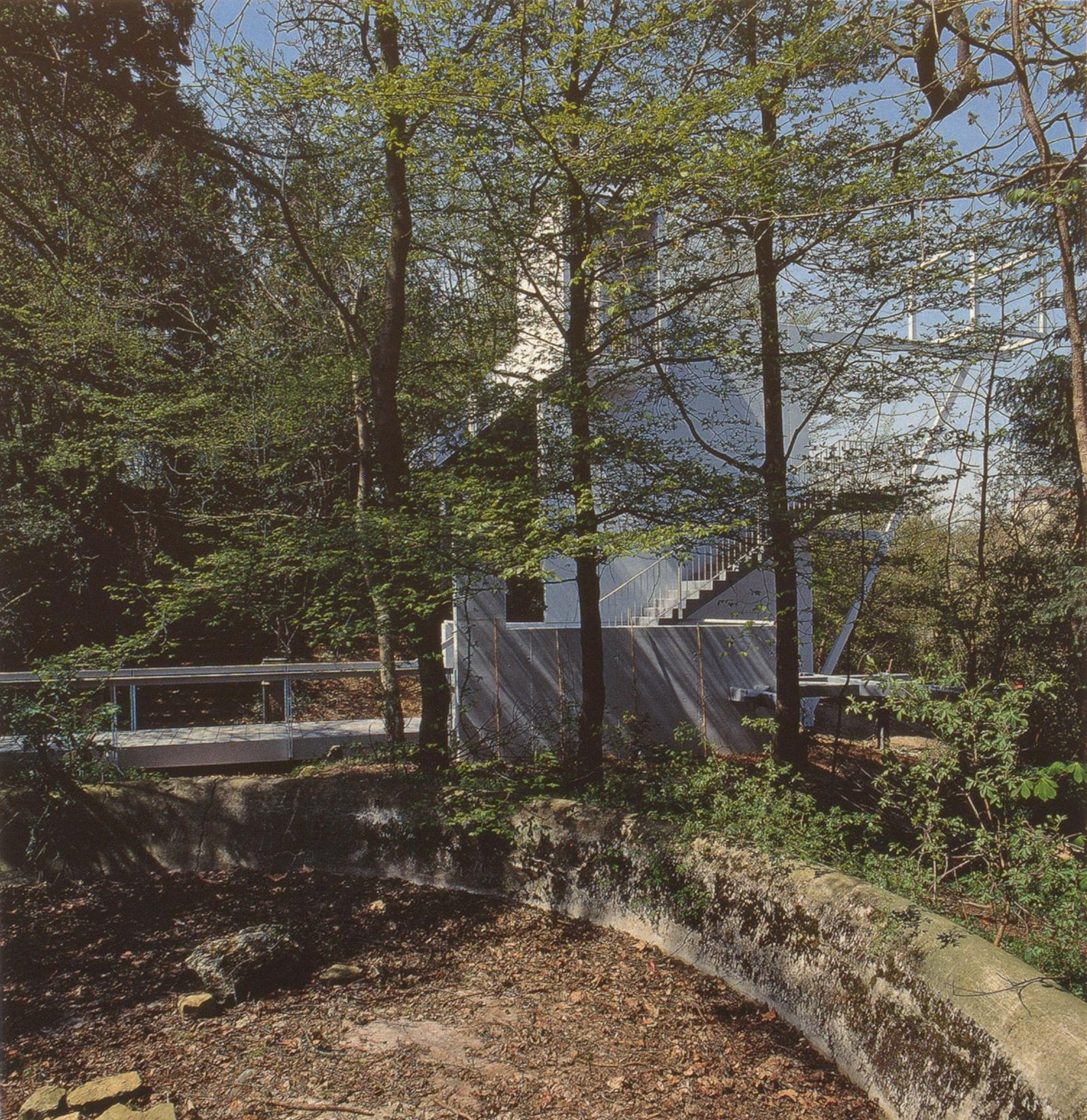
Treppenturm, 1994.
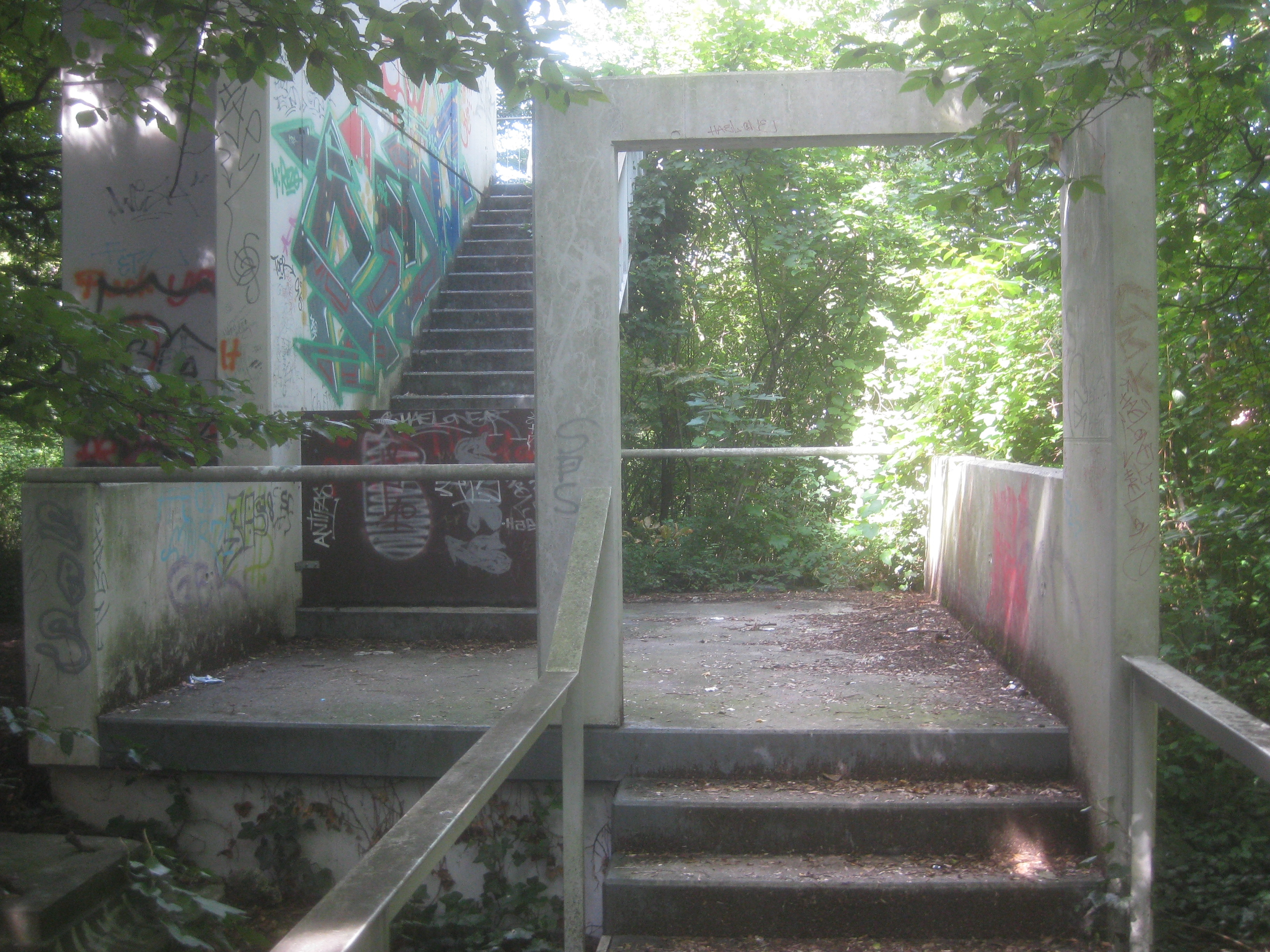
Treppenturm, 2013. Zustand: Graffiti-Schmierereien, Sperrplatte an der Treppe.
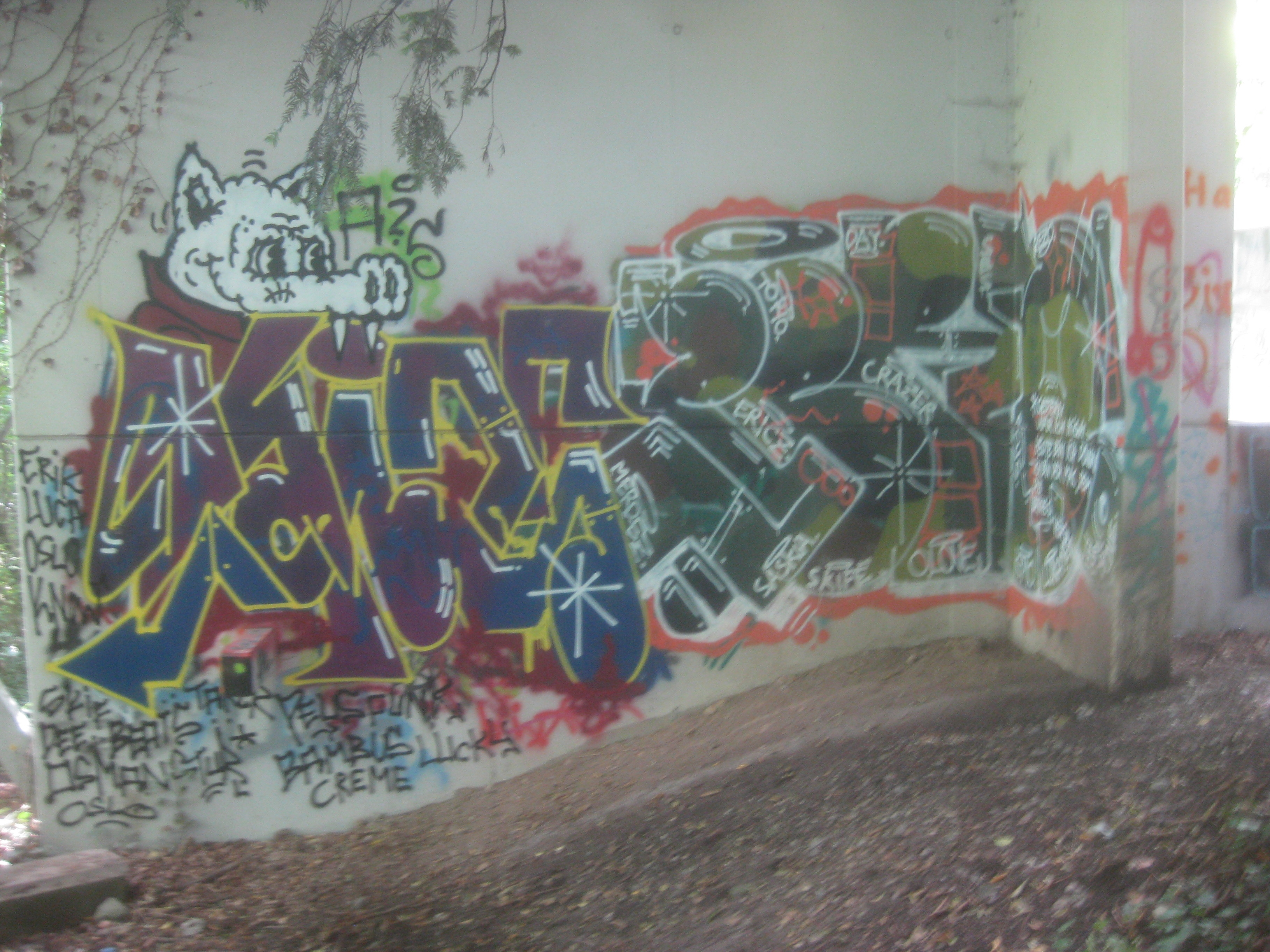
Treppenturm, 2013. Zustand: Graffiti-Schmierereien.

## Konzept
Hans Dieter Schaal legte seinem Architekturensemble zur Wiedererschließung der Villa Moser und ihres Parks folgende Ideen zu Grunde:
- „Wo das Haus war, ist heute ein Urwald, ein dichtes Baum- und Buschgestrüpp, verflochten mit Lianen, bewohnt von Vögeln, allerdings auch benutzt als Steinbruch und als Müllkippe. Die Idee besteht nun darin, den Kern des verwunschenen Naturbereichs zu belassen, wie er ist. Seitlich, nicht in der Hauptachse, wird ein Steg durch das Gestrüpp gelegt, über ein Treppenhaus, das mitten in den Bäumen steht, erreicht man die tiefergelegene Gartenzone. Vom Steg aus hat man Einblicke in die Vergangenheit, in die Archäologie des Hauses und der Natur.“
- „Das große Eingangstor im oberen Bereich [die Laube] spiegelt die Grotte des unteren Gartenbereichs. Die Originalgrotte ist das einzige Element der alten Villa, das fast vollständig die Zerstörung überdauert hat. Sie wirkt heute wie der Eingang in den Hades, in die Wahrheit dieses Geländes, in sein Unterbewußtsein, den Tod. Das neue Tor ist hell und weiß, soll neuen Beginn anzeigen, es ist umgeben mit Gestänge, einer Art Baugerüst, allerdings nicht für ein neues Haus, sondern für Vogelhäuser, die auf den Stangenspitzen balancieren. Das Tor selbst endet als Sackgasse. Die Bäume sollen weiter den Vögeln gehören, die Pflanzen werden nur betrachtet. Blicke ins Innere.“
- „Ein rundes Gebäude auf halber Wegstrecke des Steges ist eine Art negatives Belvedere: Man sieht nicht mehr ins bessere Leben, nach Italien, in die Toskana, zur Villa d’Este (in Gedanken), man sieht heute durch Fensterlöcher auf die Bäume jetzt und hört den Verkehr dröhnen.“
- „Ein anderes Belvedereteil (beim Treppenhaus) schwebt frei in der Luft, ist jedoch unbetretbar, wie alle idealen Ziele; Schönheit, Glück, Romantik.“
- „Der reale, feste Weg des Steges wird also umspielt mit Gedanken der klassischen Gärten, der Natur in ihrem So-sein und in ihrer idealisierten Überhöhung.“

## Zustand

### Allgemeinzustand
Die Kunststation Villa Moser befindet sich seit Jahren in einem erbärmlichen Zustand, der nicht nur einer Landeshauptstadt unwürdig ist. Die reichen Zuschüsse, die zur Gartenschau 1993 flossen, und die eigenen Aufwendungen der Stadt werden nicht als volkswirtschaftliches Vermögen angesehen, dessen Erhalt für die Stadt und ihre kulturelle Identität wichtig ist. Außer geringfügigen und notdürftigen, darüber hinaus nicht fachgerechten Kleinreparaturen wurde die Kunststation weder regelmäßig gewartet noch gepflegt. Anträge des Gartenamts zur Genehmigung der auf 80.000 € geschätzten Sanierungskosten wurden bisher nicht vom Gemeinderat genehmigt (Stand: 2013).
Die Schlagzeile eines Zeitungsartikels vom 23. August 2013 „Verwunschen und verfallen, verschandelt und versperrt. Der Leibfriedsche Garten schließt das Grüne U der Stuttgarter Parks – und verkommt“ fasst diese Lage plakativ zusammen.
Hans Dieter Schaal, der Architekt der Kunststation, äußerte 2010 über deren ruinösen Zustand: „Leider ist die Anlage inzwischen in die Jahre gekommen, und wegen mangelhafter Pflege, auch wegen zunehmendem Vandalismus muß heute von einem ruinösen Zustand gesprochen werden: eine Ruine in der Ruine! Im Augenblick – wir schreiben das Jahr 2010 – wird im Stuttgarter Gartenbauamt über einen Abriß (oder eine notdürftige Renovierung) nachgedacht.“

### Sperrung
Da der Bohlenbelag des Nordstegs im Laufe der Zeit teilweise verrottete, hat die Stadt kurzerhand den Zugang gesperrt, statt die kaputten Bohlen zu ersetzen. Dadurch sind auch das Belvedere, die Sackgasse und der Ausguck am Ende des Nordstegs unzugänglich geworden. Der Treppenturm wurde ebenfalls mit Sperrplatten vernagelt, so dass auch er nicht mehr begehbar ist. Der kurze Oststeg, von dem aus man die Überreste der Villa sehen konnte, ist mittlerweile ebenfalls nicht mehr zugänglich.
Die Sperrung von Teilbereichen (oder irgendwann des ganzen Areals) kann zwar Sicherheitsprobleme beseitigen, wird jedoch nicht den Erwartungen der Bürgerschaft gerecht, die den Zugang zu ihrem kulturelle Erbe nicht verlieren möchte.

### Beschilderung

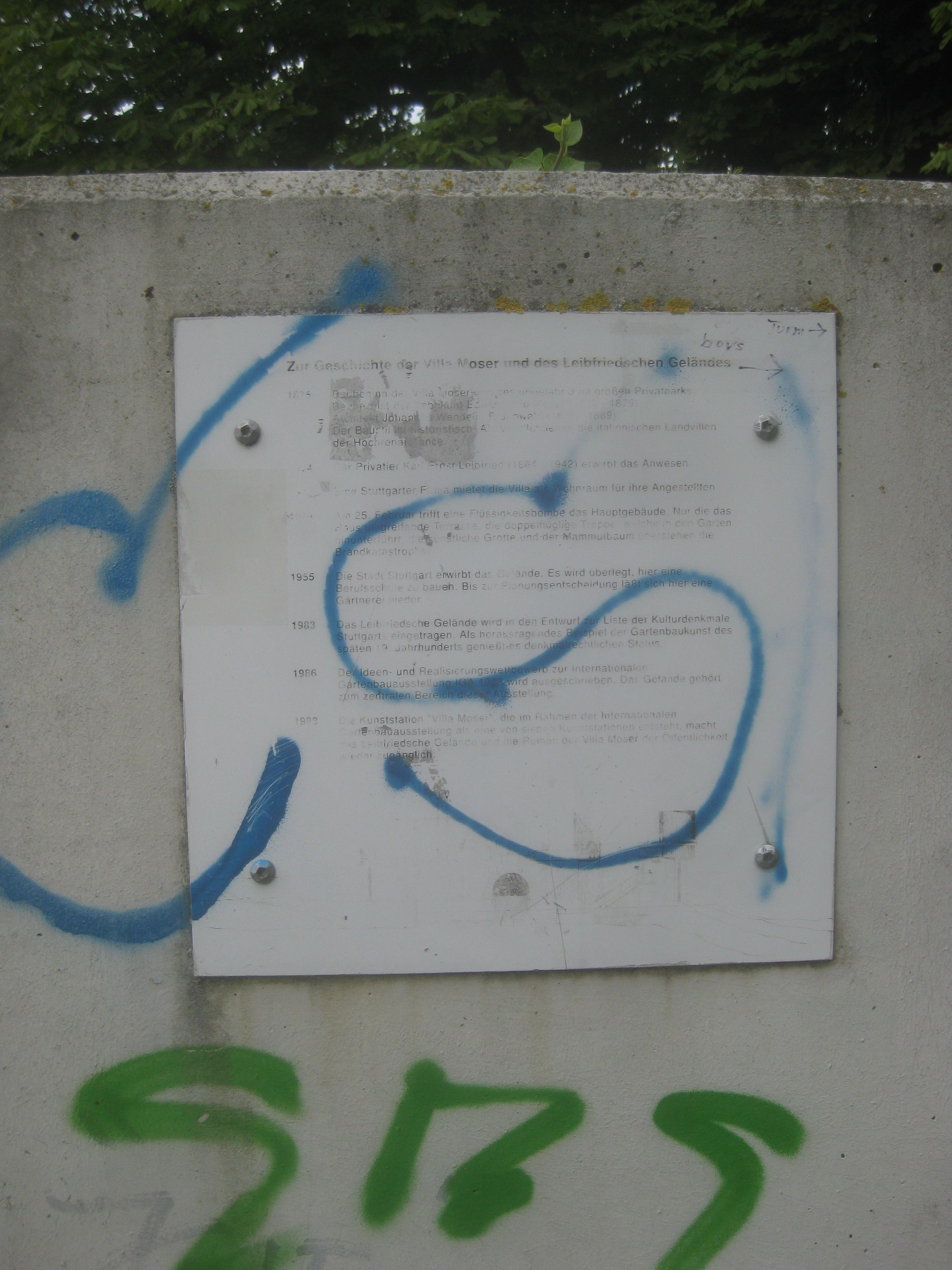
Hinweisschild Geschichte der Villa Moser.

Die Existenz der Kunststation wird „verschwiegen“, denn an den beiden Eingängen verweist kein Hinweisschild darauf, von weitergehenden Erklärungen ganz abgesehen. Lediglich ein unscheinbares, unlesbar gewordenes und mit Graffiti verschmiertes Schild am Eingang der Laube soll die Geschichte der Villa Moser erläutern.
Offenbar wurden zur Gartenschau für die Kunststationen Hinweisschilder von der Größe eines Verkehrszeichens errichtet, die eine Blechfahne mit dem Namen der Station und einer Kurzerklärung trugen (siehe die Kunststationen Bienengarten und Bei der Buche am Wartberg). Außerdem wurden die Schilder offenbar bekrönt von einem roten Blütenemblem und einer Stahlkugel (die die Kunststationen am Wartberg inzwischen auch verloren haben). An der Kunststation Gate of Hope vor dem Osteingang zur Villa Moser steht zwar ein scheinbar originales Kunststationsschild, aber es informiert statt über die Kunststation nur über die Parkordnung:

### Schadensbilanz
Die zu beklagenden Schäden sind nicht nur sicherheitstechnisch relevant, sondern betreffen vielfach auch die Substanz der Kunststation. Dazu gehören z. B. die folgenden Schäden:
- Die Holzverschalung der Brunnenattrappe bedarf dringend eines neuen Anstrichs. Eine Seitenwand des Turmaufsatzes ist herausgerissen.
- Die Laube ist längst nicht mehr im Originalzustand. Da manche der Lamellen im Laufe der Zeit verrotteten, hat sie die Stadt fast bis zur Höhe des Geländers herunter ganz entfernt und im unteren Bereich noch einigermaßen intakte Lamellen neu verschraubt, so dass die rostigen alten Schraublöcher noch deutlich sichtbar sind.[30] Die seitlichen Teile des Gerüsts mit den Vogelkästen sind inzwischen teilweise durch Bewuchs überwuchert.
- Dem Nordsteg fehlen inzwischen eine ganze Reihe von Bohlen. Am Weststeg vor der Laube wurden schadhafte Bohlen ersetzt, indem man eine Platte darüber nagelte. Insgesamt sind der Weststeg und der hölzerne Zugangsweg zur Laube in keinem guten Zustand.
- Das Belvedere wurde im Inneren wahllos mit Graffiti zugeschmiert. Teile der Holzverschalung wurden herausgerissen, so dass unerwünschte neue Ausgucke entstanden sind.
- Die Sackgasse wurde durch eine Sperrplatte zugenagelt, um den Zugang zum Nordsteg zu sperren.
- Der Treppenturm ist vernagelt, um den Zugang zum Nordsteg abzusperren. Die Zwischenwand zwischen den beiden Treppen des Turms ist flächig mit Graffiti vollgeschmiert.
- Der Zugang zum Oststeg ist fast zugewuchert, so dass er von etwaigen Besuchern kaum noch erkannt werden kann.